# Histoire de la Bulgarie

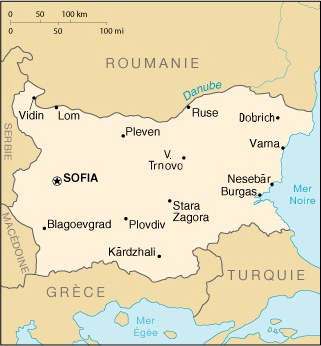
Bulgarie actuelle

Si des civilisations se sont épanouies sur l’actuel territoire bulgare dès le néolithique et l’antiquité, l’histoire de la Bulgarie des Balkans commence au VIIe siècle avec la fondation du royaume bulgare d’Asparoukh à l'issue de la bataille d'Ongal (il a existé d’autres royaumes bulgares : Ancienne Grande Bulgarie ; Khanat bulgare de la Volga). Situé à la croisée des influences historiques, culturelles et linguistiques de l’Europe du Sud-Est, le premier Empire bulgare fut un berceau culturel de l’Europe slave et s’étendit sur les deux rives du bas-Danube, de la mer Adriatique à la mer Égée et à la mer Noire, avant d’être anéanti par l’Empire byzantin au XIe siècle. Il a renaît une première fois de ses cendres au XIIe siècle avec le second Empire bulgare qui fut, à son tour, conquis au XIVe siècle par les Ottomans.
Sa seconde renaissance au XIXe siècle fut difficile : le congrès de Berlin, les guerres balkaniques et les deux guerres mondiales ne lui permirent pas de rassembler toutes les régions de culture bulgare pour retrouver l’étendue qui lui avait été reconnue au traité de San Stefano, et la contraignirent à subir une dictature de 45 ans après la Seconde Guerre mondiale. Après la chute des régimes communistes en Europe et du rideau de fer, le pays put enfin s’orienter vers un état démocratique mais la transition post-communiste s'avéra difficile du fait du retard pris par les réformes et la persistance d'une corruption endémique. Le pays rejoignit  l’Union européenne en 2007 mais il reste son membre le plus pauvre.
En 2024, la Bulgarie est un pays de l'Europe du Sud-Est, avec façade sur la mer Noire, de 110 944 km2, avec une population d'environ sept millions de Bulgares (contre deux en 1881, quatre en 1905 et neuf en 1985), parlant principalement le bulgare, avec une diaspora assez importante, en particulier comme minorités dans les pays frontaliers, mais aussi en Europe proche (Allemagne, Espagne, Ukraine, Turquie) et en Amérique (États-Unis, Canada).

## Préhistoire

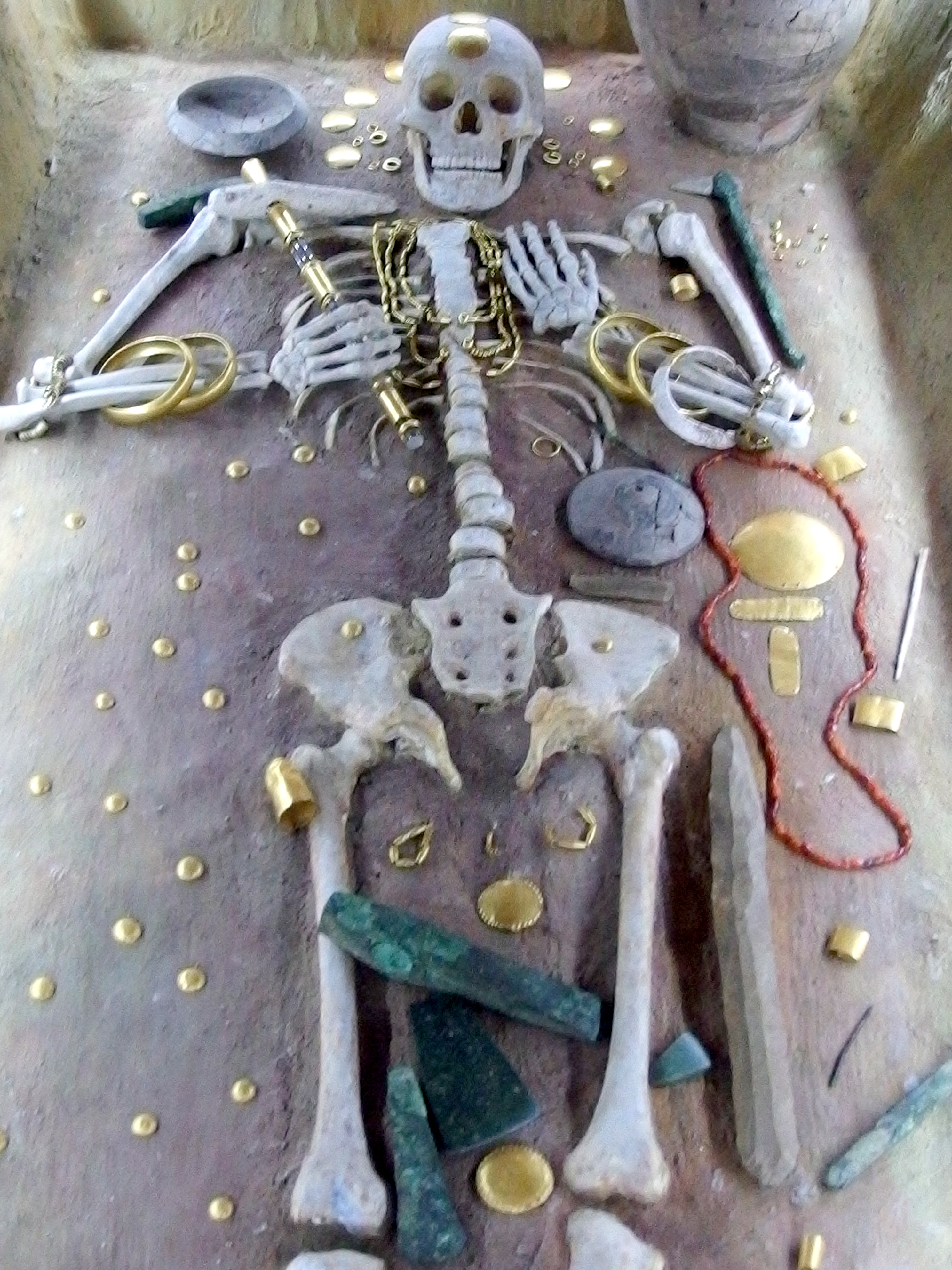
Sépulture d'un Homme du paléolitique.

Les premiers établissements humains du territoire actuel de la Bulgarie remontent au Paléolithique moyen, ce qui en fait l'une des régions d'Europe au peuplement le plus ancien. Les plaines commencent à être colonisées et cultivées au Néolithique, alors que ce sont essentiellement des grottes qui étaient habitées auparavant. Des plantes non comestibles à usage textile ou herboristique sont cultivées dès le troisième millénaire avant notre ère.
En 4600 avant l'ère chrétienne, la Culture de Varna (en) naît sur les rives de limans de la mer Noire, autour de l'actuelle ville de Varna, à la fin du chalcolithique : c'est un développement culturel et technologique sans précédent dans la région. Des poteries, des idoles en os ou en pierre, des outils de cuivre en révèlent d'abord l'existence, avant la découverte fortuite, en 1972, à quelques kilomètres de Varna, d'une nécropole contenant de nombreux objets en or et en électrum (alliage naturel d'or et d'argent pouvant contenir entre 15 et 40 % d'argent). Les plus riches tombes renferment des diadèmes et des sceptres en or, des haches et pointes de javelot à fort poids de cuivre, des parures raffinées, des céramiques finement décorées. L'étude des quelque 300 sépultures de la nécropole de Varna démontre, à l'âge du cuivre, l'existence d'une société fortement hiérarchisée : ce sont les plus anciennes pièces d'orfèvrerie jamais découvertes à ce jour, parmi lesquelles des bracelets massifs dépassant 200 g et de presque 24 carats, des plaques, plastrons, diadèmes… La datation physico-chimique donne des dates échelonnées entre 4 600 et 4 200 avant notre ère, donc avant la Mésopotamie ou l'Égypte antique.
Parmi les premiers occupants sédentaires du pays on peut également citer les peuples appelés « Pélasges » par les Grecs, civilisations matristiques qui ont laissé de nombreuses sculptures gynomorphes et la légende des Amazones, et qui correspondent archéologiquement à des civilisations comme celles de Startchevo-Sesklos puis de Vintcha (Bulgarie occidentale), de Karanovo, de la Culture de Basarabi (ro) (Calafat, près de Vidin), de Boyan (en) (Bulgarie centrale) ou de Hamangia (rives de la mer Noire). Ces civilisations, comme bien d'autres en Europe, nous ont aussi légué des monuments mégalithiques (voir Beglik Tash, site proche de Bourgas, les Dolmens en Thrace (de) et le Cromlech de Dolni Glavanak (de)).
Dès la fin du troisième millénaire, l'Est de la Bulgarie actuelle passe sous l'influence d'un peuple indo-européen, les Thraces, locuteurs de langues paléo-balkaniques. Les Thraces sont réputés pour la qualité de leur travail de l'or et de l'argent, leur musique, ainsi que leur talent de cavaliers. Ils vivent dans une société tribale et peinent à s'unir dans une seule entité politique. Ils inaugurent un patriarcat guerrier (voir Proto-Indo-Européens et Hypothèse kourgane) et laissent les tout premiers signes épigraphiques, comme l'Inscription de Sitovo (en). D'autres sites thraces de cette période initiale sont Dourankoulak en Dobroudja, Solnitsata près de Provadiya, l'Oppidum du cap Maslen (de) (Maslen nos (de) : le « cap des Oliviers », au nord de Bourgas), et les nombreuses nécropoles de la Plaine de la Maritsa (de) (bassin du fleuve Maritsa).

## Antiquité
La Religion des Thraces (en) et la Mythologie paléo-balkanique (en) étaient proches des cultes à mystères et en particulier de l'orphisme. Les Thraces nous ont laissé de nombreux trésors d'orfèvrerie : voir Trésors thraces (en), Trésor de Panagyurishte (de) ou Trésor de Valchitran (en).

### Royaume des Odryses (490 AEC - 46)
Les Thraces se répartissent en diverses tribus jusqu'à ce que le roi Térès Ier, premier roi des Odryses, les réunisse autour d'un État fédéral, vers 500 avant notre ère, sous les influences grecque et perse.

### Influence hellénique
Progressivement hellénisés à partir des comptoirs grecs de l'Égée et du Pont-Euxin, ils entrent dans la sphère d'influence de l'Empire perse au Ve siècle av. J.-C. Le royaume de Thrace atteint son apogée sous le règne des rois Sitalcès et Cotys (383-359 av. J.-C.), de la dynastie des Odryses. Détruit et envahi par la Macédoine de Philippe, le père d'Alexandre le Grand, il connaît un renouveau sous Seuthès III en 341, mais doit accepter la domination macédonienne. Les archers et chevaliers thraces sont nombreux dans l'armée d'Alexandre le Grand qui se rend jusqu'en Inde.
La Thrace passe ensuite sous l'influence des royaumes hellénistiques au IIIe siècle av. J.-C. Hérodote décrit les tombeaux thraces et le raffinement de leur art funéraire. Ils ont laissé de nombreux trésors (musée de Sofia), souvent sous des tumuli qui parsèment par centaines la plaine centrale de Roumélie : les plus connus sont ceux de Kazanlak et de Svechtari.

### Période romano-byzantine
Arrivés dans les Balkans pour lutter contre les pirates, les Romains étendent progressivement leur domination sur le territoire thrace en commençant par la Mésie. S'ils tolèrent d'abord un royaume thrace qui est leur client, ils administrent bientôt directement tout le territoire thrace. À partir de - 29, les Romains organisent les territoires en provinces de Mésie et de Thrace au Ier siècle apr. J.-C., en l'an 45. La période romaine, qui offre une unité inédite à la péninsule balkanique, est synonyme de prospérité pour la Mésie et la Thrace, notamment grâce aux nouvelles voies de communication. La ville de Sardica, sur le site de la ville actuelle de Sofia, se situe au croisement des deux principales routes qui traversent les Balkans. Trimontium, l'actuelle Plovdiv, prospère également. Les Romains laissent leur empreinte : le théâtre antique de Plovdiv, les thermes de Varna, la Résidence de la déesse Irène (Plovdiv) (en) et bien d'autres monuments romains. En 188 de notre ère, la Thrace est définitivement intégrée dans l'Empire romain et, à la fin du IIIe siècle, le pays est organisé comme province de Dacie aurélienne où petit à petit les Thraces sont romanisés au nord de la ligne Jireček : la langue thrace subsiste toutefois dans certaines régions montagnardes, comme le Rhodope, jusqu'au cinquième siècle de notre ère, et même si le christianisme se généralise, le culte du cheval se maintient encore plus longtemps.
À l'époque romaine et durant l'Antiquité tardive, les villes d'Adrianopolis (Andrinople, aujourd'hui Odrin), de Diocletianopolis (Thrace) (en) - aujourd'hui Toplitsa ou Hissarya, et de Philippopolis (Thrace) (en) - aujourd'hui Plovdiv, sont les principaux centres urbains, comme en témoignent le Stade romain de Plovdiv (en), le Forum romain de Plovdiv (en), l'Odéon de Philippopolis (en) ou l'Ancienne bibliothèque de Plovdiv (bg).

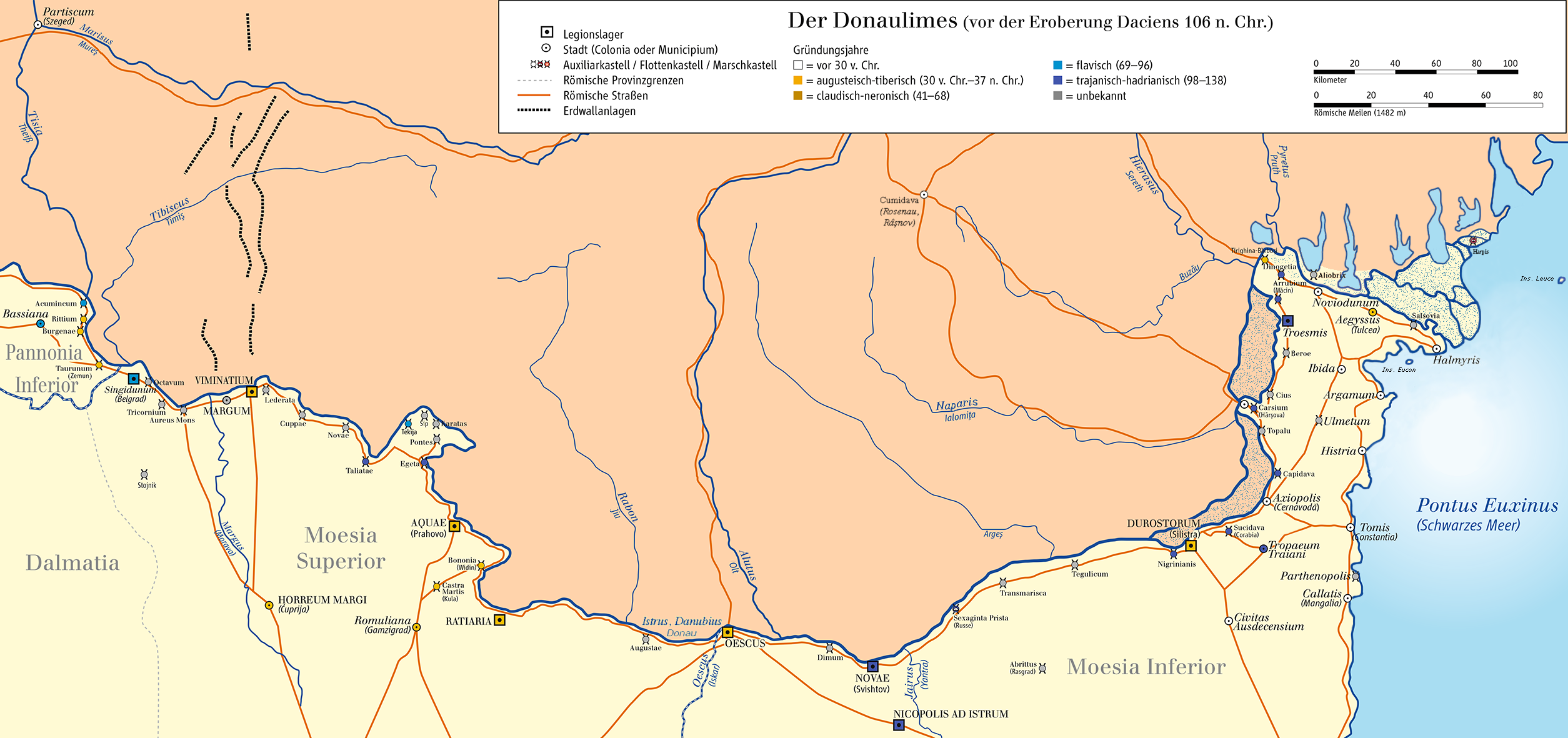
Limes de Mésie (en)
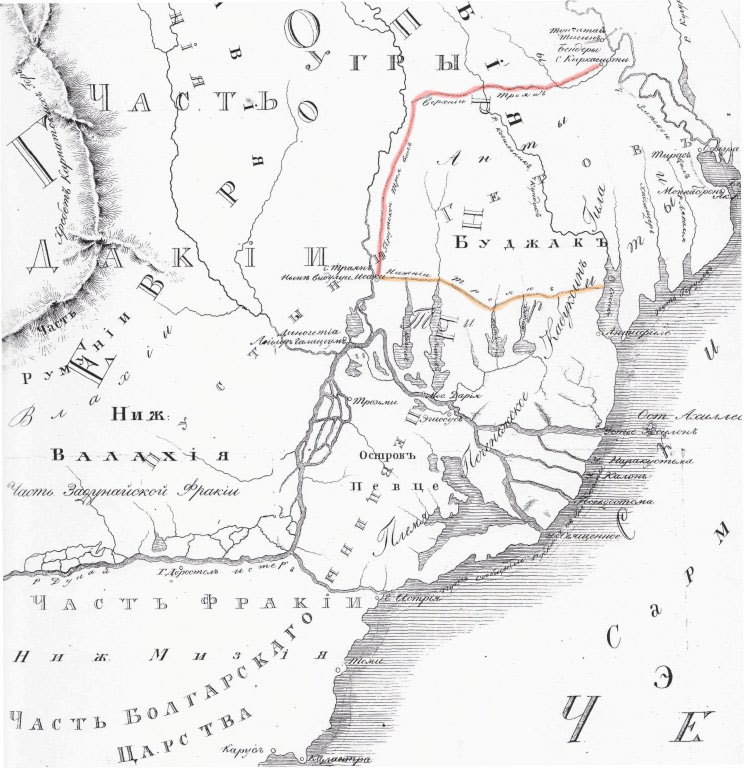
Le Mur de Trajan
Système défensif de l'Antiquité tardive

Rome développe son système défensif le long du Danube, mais si l'été, le limes (série de fortifications et de castrae de légionnaires) et la classis (flotte militaire de garde-frontières, sur le Danube et en mer Noire, basée dans des arsenaux dénommés classis Romana castrae) sont efficaces, en hiver en revanche, lorsque les eaux gèlent, la défense du pays est beaucoup plus ardue, et au IVe siècle les invasions gothiques ravagent le pays : l'empereur Valens est ainsi tué en défendant Andrinople. Les principaux castrae romains se trouvaient près de Sofia, Svichtov, Lom, Silistra, Razgrad, Gigen et Plovdiv.
En l'an 395, l'Empire romain est divisé et les provinces de Thrace et de Mésie se retrouvent dans l'Empire romain d'Orient où le christianisme progresse rapidement comme en témoignent Grande basilique antique de Plovdiv (en), Petite basilique antique de Plovdiv. Le judaïsme romaniote est également présent, et la Synagogue de Philippopolis (en) est l'une des plus importantes du pays.
L'Empire romain d'Orient, que nous appelons « byzantin » depuis le XVIe siècle, perdure dans les Balkans jusqu'au VIe siècle lorsqu'il commence à en perdre le contrôle en raison de l'arrivée des Slaves méridionaux et des invasions avares, gardant seulement les grandes villes et les côtes, de peuplement majoritairement grec, tandis que dans les campagnes de l'intérieur, les Slaves s'organisent en petits duchés autonomes qu'ils appellent knyazats et que les byzantins appelaient sklavinies,.

## Grandes migrations et formation du Premier Empire bulgare

L'Ancienne Grande Bulgarie vers 650.

Les Protoslaves arrivent dans les Balkans à partir de la fin du Ve siècle, poussés par plusieurs peuples cavaliers dont les Huns, les Goths, les Avars et les Alains. Initialement adeptes des dieux slaves, les Proto-Slaves s'établissent de plus en plus nombreux : ce sont eux qui ont légué aux actuels Bulgares leur langue.
Confédération de peuples turcophones et iranophones formée entre le IIe siècle et le VIIIe siècle en Asie centrale, les Proto-Bulgares, initialement adeptes du tengrisme, s'installent au nord de la mer Noire par vagues successives entre le IIe siècle et le Ve siècle. Des peuples iranophones tels les Alains dont descendent les actuels Ossètes du Caucase, ont rejoint cette confédération comprenant aussi des éléments turcophones dont descendent les Balkars du Caucase actuel. Les origines diverses des peuples ainsi confédérés se retrouvent dans leur nom, puisque « bulgare » vient du radical turc bulach signifiant « mélange ». Les Proto-Bulgares sont déjà politiquement structurés et ont une excellente réputation militaire.
La première Grande Bulgarie, gouvernée par Koubrat, s'étendait sur les actuelles Ukraine et Russie méridionale, du delta du Danube à celui du Kouban. Sous la poussée d'une confédération turcophone, les Khazars, une partie des Bulgares migrent vers le nord et s'installent sur la moyenne-Volga où ils fondent au VIIIe siècle un royaume qui adopte l'islam à la fin du IXe siècle ou le début du Xe siècle et sera, plus tard, absorbé par les Tatars vers le milieu du XIVe siècle lorsque cette Bulgarie de la Volga succombe finalement aux coups des Mongols. L'un des fils de Koubrat, Asparoukh, se dirige pour sa part vers l'ouest et fonde en 681 sur le bas-Danube, après sa victoire d'Ongal sur l'Empire byzantin, un autre royaume bulgare occupant les actuelles Bulgarie, Macédoine du Nord, Serbie, Roumanie et Moldavie.
Dans cette Bulgarie du Danube, les Slaves encore païens et les Proto-Bulgares tengristes se convertissent progressivement au christianisme byzantin (la conversion officielle de l'aristocratie bulgare date de 864, sous le règne de Boris Ier, baptisé Michel : l'état bulgare passe alors du statut de khanat à celui de tsarat),,.

## Histoire et protochronisme
Ici l'historiographie, soumise à de fortes pressions politiques, diverge au niveau de l'interprétation et la mise en avant de certains faits.

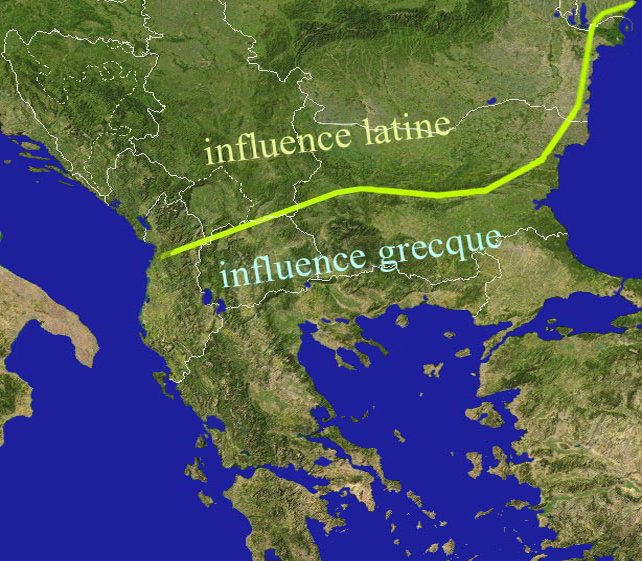
La Ligne Jireček montre les zones de romanisation (au nord) et d'hellénisation (au sud) des Thraces avant leur slavisation.

Pour les auteurs classiques, les Bulgares ont trouvé sur le bas-Danube des Thraces hellénisés ou latinisés et des Slavons (il s'agit des « Sept Tribus » slaves installées là à partir du VIIe siècle). L'hellénisation a commencé ici neuf siècles auparavant, et la romanisation six siècles auparavant. Les Thraces étaient en grande partie hellénisés au sud d'une ligne dite Jireček (du nom de l'historien qui l'a déterminée) et latinisés au nord de cette ligne (les derniers témoins linguistiques de ce processus sont les minorités grecques côtières et aroumaines montagnardes de la Bulgarie et de la Macédoine du XIXe siècle, pour la plupart disparues au XXe siècle). La ligne Jireček, fondée sur les découvertes archéologiques, suit le tracé au sud duquel les inscriptions en grec dominent, tandis qu'au nord ce sont celles en latin. À l’arrivée des Bulgares, cette région faisait partie de l’Empire romain oriental dit Empire byzantin, dont les Sklavinies des slaves du sud étaient des vassales plus ou moins insoumises et en voie de christianisation.
Mais pour l'école protochroniste, lors de l'arrivée des Bulgares, les Thraces, très peu hellénisés ou latinisés, avaient déjà subi une forte slavisation, car les Slavons, même s'ils n'étaient là que depuis 150 ans environ, étaient très nombreux. L'héritage turcophone de la majorité des premiers Proto-Bulgares d'Asparoukh est également remis en cause, même s'il existe des descendants turcophones de la grande confédération de l'empire de Kubrat (les Balkars du nord-Caucase) : c'est le caractère iranien des Proto-Bulgares qui est mis en avant.
L'école protochroniste vise à démontrer que le peuple bulgare tire ses origines de l'Afghanistan actuel, plus précisément au pied des montagnes du Pamir et de l'Hindou Kouch (dans l'ancien pays des Aryens, au sud-est d'un « mont Iméon ») et a utilisé des écritures runiques. Le patriarche Jacobite d'Antioche au XIIe siècle Michel le Syrien, relate une légende selon laquelle les Bulgares sont sortis directement des cols de l'« Iméon » pour venir en Europe. Les « populations bulgares restées au Pamir » auraient subi une turquisation forcée et tardive de cette région vers le XIVe siècle. Toujours selon les thèses protochronistes, désormais devenues mystiques, certaines sources écrites tel le chronographe de 354 relient directement le nom des Bulgares à la Bible. Les Bulgares seraient un des plus anciens peuples ayant survécu jusqu'à nos jours avec leur dénomination biblique : après le Déluge, la terre fut répartie entre les fils de Noé (Shem, Hamid, Japhet) et, selon le « Latin Chronographer of 354 », les Bulgares seraient les descendants directs de Shem, dont un des fils serait « Ziezi ex quo Vulgares » (Ziezi qui donna les Bulgares). Selon ce point de vue, au IVe siècle le mot latin « Vulgares » désignait le nom d'un peuple et non seulement le terme générique connu de nos jours comme « commun » et au VIIe siècle, des géographes arméniens ont cité le peuple Bulkh, abréviation du mot Bulkhor, encore rencontré dans certains dialectes de l'Est de l'Iran et dans la langue Tadjik, reliant ainsi les premiers Bulgares à ce peuple Bulkh.

## Des Khanats au premier Empire bulgare (500c-1000c)
- Empire byzantin (395/610–1204, 1261–1453)
- Invasions barbares, grands déplacements de populations
- Empire hunnique (316-484)
- Royaumes barbares
- Sklavinies
- Khaganat avar (562/567-805/822), Avars, Bayan
- Premier Empire bulgare (681-1018)
- Khanat bulgare du Danube (681-864)
- Valachie

### Du khanat tengriste au tsarat chrétien

Monument construit à Choumen pour commémorer les 1300 ans de la création de la Bulgarie balkanique par Asparoukh.

Le premier Empire bulgare à sa plus grande extension pendant le règne du Tsar Simeon Ier le Grand (893-927).

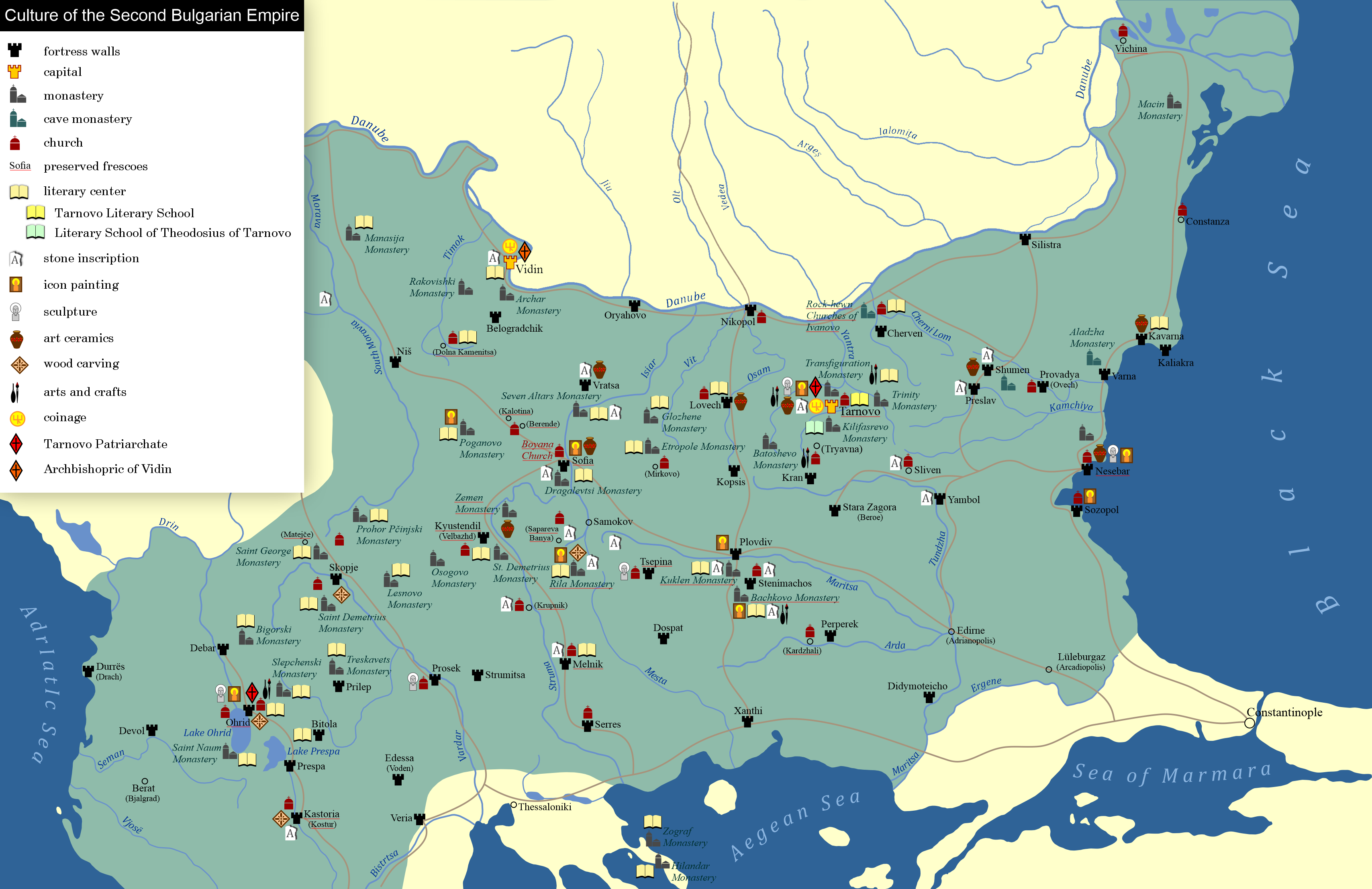
Civilisation du second Empire bulgare.

Les Bulgares d'Asparoukh fondent le 9 août 681 le premier État bulgare multi-ethnique dont Pliska est la capitale. Face à l'Empire byzantin, l'aristocratie proto-Bulgare des boyards qui gouverne la Bulgarie médiévale parvient à rassembler sous sa bannière ses populations slaves, romanes et grecques : les premières, surtout agricoles, dans les plaines (Σκλαβινίαι, Склавинии, « sklavinies »), les deuxièmes, surtout pastorales sur les piémonts (Βλαχίες, Влахии, « valachies ») et les troisièmes, surtout urbaines, marchandes et maritimes dans les grandes villes et sur les côtes (κεφαλίες, кефалии, « céphalies »),,,,.
En 716, un traité est signé avec Byzance : les Bulgares cèdent la Thrace du Nord aux Byzantins et les soutiennent dans leur conflit avec les Arabes. Ils ne développent pas de flotte conséquente, probablement pour des raisons de connaissances techniques et de base économique, si bien que la mer Noire, ses côtes et ses ports restent sous le contrôle de la marine byzantine.
Dans le bassin du bas-Danube, en revanche, les Bulgares s'emparent, au milieu du siècle, de la vallée de la Morava, étendant leur territoire vers l'ouest sur l'actuelle Serbie orientale puis, après la chute du khaganat avar, loin vers le nord, depuis les limites de la Grande-Moravie (dans l'actuelle Hongrie) jusqu'à la steppe pontique (sud de l'actuelle Ukraine) qu'ils connaissaient bien puisque l'Ancienne Grande Bulgarie s'y trouvait. En Transylvanie, ils exploitent les mines d'or et de sel des monts du Bihor au début du neuvième siècle. En 811, le khan Kroum s'empare de Sredets, l'actuelle Sofia, et des ports byzantins sur les côtes, puis marche en direction de Constantinople, bien décidé sinon à prendre la ville, au moins à obtenir des Byzantins des gains substantiels. L'Empereur byzantin Nicéphore Ier perd la vie sur le champ de bataille. Omourtag, qui succède à Kroum et règne de 814 à 831, conclut une paix avec Byzance lui accordant quelques gains territoriaux, puis s'empare de Belgrade. Il établit également un nouveau système légal. Les Bulgares conquièrent ensuite une partie de la Macédoine, jusque-là byzantine. Ils atteignent, au milieu du neuvième siècle, la Mer Adriatique dans l'actuelle Albanie.
Au fil des siècles suivants, les populations de langue romane ou grecque (Thraces latinophones ou hellénophones) se slaviseront progressivement aussi, donnant naissance au peuple bulgare actuel. Les patronymes bulgares ont fréquemment une forme slave finissant en …ov, …ev ou parfois …ski, mais les radicaux d'origine hellénique ou romane ne sont pas rares (Angel-ov, Kaloiorg-ov, Frat-ski…).
En 865, sous le règne de Boris Ier de Bulgarie, l'aristocratie des boyards tengristes du Premier Empire bulgare se convertit à son tour, de plus ou moins bon gré, au christianisme qui était déjà la religion de ses populations slaves, grecques et valaques, et adopte le slavon comme langue usuelle, liturgique et officielle, à l'origine du bulgare actuel, mais aussi langue liturgique et de chancellerie des principautés danubiennes jusqu'au XVIIIe siècle. La conversion a probablement plusieurs causes, dont la volonté de renforcer la cohésion interne de l'Empire bulgare, d'améliorer les relations avec Byzance, mais également d'être mieux admis sur une scène internationale où la quasi-totalité des États de la région sont déjà chrétiens.
Dans les années 860, Cyrille et Méthode, deux moines de Salonique, adaptent l'alphabet grec à la langue slave : c'est la naissance de l'alphabet glagolitique. Cinq des élèves de Cyrille et Méthode créent ensuite l'alphabet cyrillique pour les besoins des Bulgares. Deux de ces disciples, Clément et Naoum, introduisent la liturgie en vieux-slave. Le slavon s'impose progressivement comme langue usuelle, liturgique et officielle. Dans les siècles suivants, les Bulgares resteront en majorité fidèles à la foi orthodoxe malgré les tentatives du pape Innocent III de les convertir au catholicisme et malgré l'« hérésie » des Bogomiles (prêchée par le pope Bogomil). L'influence byzantine (1018-1185) façonne l'Église orthodoxe tandis que le mouvement Bogomile se propage.
Le premier Empire bulgare devient rapidement une dangereuse menace pour l'Empire byzantin. Il atteint son apogée sous Siméon Ier le Grand, fils de Boris Ier, le « Charlemagne bulgare », reconnu comme basileus en 913 par Constantinople et en 926 par Rome, qui prend le titre de tsar (déformation de César). Ce royaume multi-ethnique, où cohabitent des Grecs (le long des côtes), des Slavons (majoritaires au long des rivières internes), des Albanais (dans l'ouest) et des Thraces latinisés connus dans l'histoire sous le nom de « Valaques » (autour des principaux massifs montagneux, des lacs macédoniens et du Danube), s'étend considérablement : de la mer Adriatique à la mer Noire jusqu'au Boudjak, et du nord de la Roumanie actuelle à la Thessalie. Les fastes de la cour bulgare, des boyards, des joupans et de l'Église contrastent avec le sort misérable des roturiers sous le régime féodal. Les nombreuses guerres, le poids des impôts et le mécontentement populaire affaiblissent le premier Empire bulgare. L'empereur byzantin Basile II en profite pour ramener la frontière byzantine sur le bas-Danube, après plus de trois siècles de reculs. Le royaume occidental bulgare (969-1018) de Samuel Ier, avec Ohrid pour capitale (siège de la l’Archevêché latin Prima Justiniana), résiste quelques décennies. Puis il disparaît après la défaite de Samuel devant Basile II, le Bulgaroctone (tueur de Bulgares) qui en 1014 restaure l'autorité impériale dans l'ensemble des Balkans, non sans avoir fait crever les yeux de 14 000 soldats prisonniers, à l'exception d'un sur 100, seulement éborgné pour pouvoir conduire les autres.

### Le temps des «hérésies»

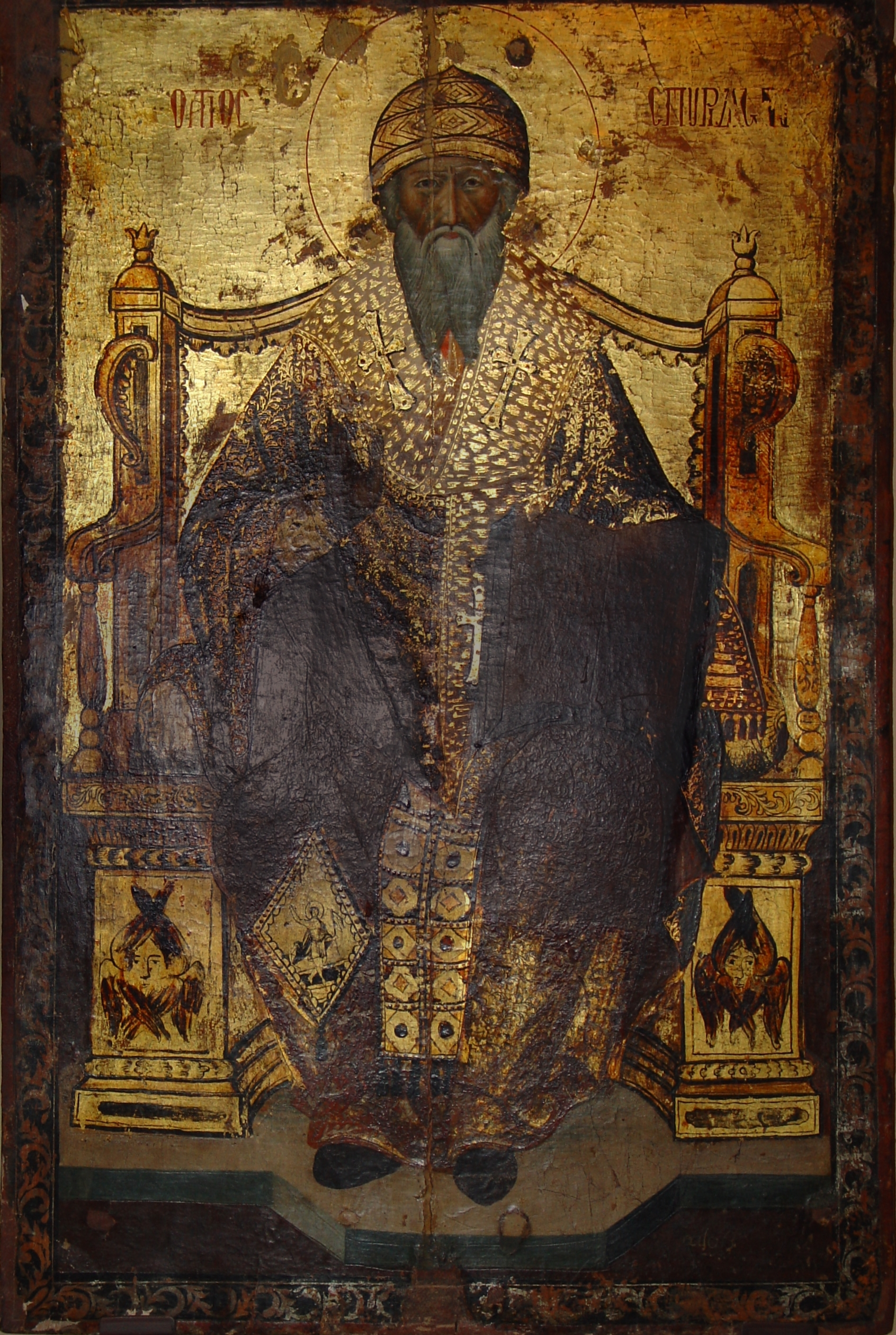
Une icône byzantine de Saint-Spyridon, musée archéologique de Varna.

Les « thèmes » de la Bulgarie byzantine vers 1045.

Au Xe siècle apparaissent en Bulgarie, des courants de contestation religieuse, connus sous le nom d’hérésie bogomile. Ses origines remontent à l’introduction de l’« hérésie » paulicienne venue de Cilicie à partir du IVe siècle. Dans le même temps, les prêcheurs venus de Syrie apportent dans les Balkans les idées dualistes du manichéisme. Le « bogomilisme » tire son nom du slave Bog-mily, « miséricorde, amour de Dieu » qui peut être une expression, ou bien du nom religieux de son prosélyte le plus connu, peut-être légendaire, le pope Bogomil. Il est difficile de savoir si le nom a été emprunté au fondateur réputé de ce mouvement, ce Bogomil, ou s'il a pris ce nom après qu'il a été donné à la secte elle-même. Les Bogomiles sont identifiés aux Messaliens dans des documents grecs et slaves des XIIe et XIVe siècles.
Les Bogomiles dénonçaient l’inégalité sociale et les guerres, critiquaient le luxe et les mœurs des boyards et des hauts dignitaires de l’église, et incitaient à l’insoumission aux seigneurs et aux lois. Ils formaient une communauté dotée d'une forte organisation hiérarchique et dirigée par des « parfaits » ; c’est parmi ceux-ci que se recrutaient les combattants qui ébranlèrent les fondements de l’Église et de l’État bulgare. Ils furent pourchassés : à la suite d’un concile de l’Église bulgare à Tarnovo en 1211, le tzar Boril (1207-1218) appela à la croisade contre les musulmans, mais également contre les « hérétiques » bogomiles.
La doctrine des Bogomiles se répandit dans l’Empire byzantin, dans les pays yougoslaves et dans les Alpes (« vaudois ») et jusqu'en Occitanie (« cathares » signifiant « purifiés » en grec, surnommés aussi « Bougres » parce que « leur berceau se trouve en Bulgarie » selon Étienne de Bourbon en 1217). Et ce concile de Tarnovo, en 1211, est contemporain des répressions contre les cathares.

## Le Second Empire bulgare (1186-1396)

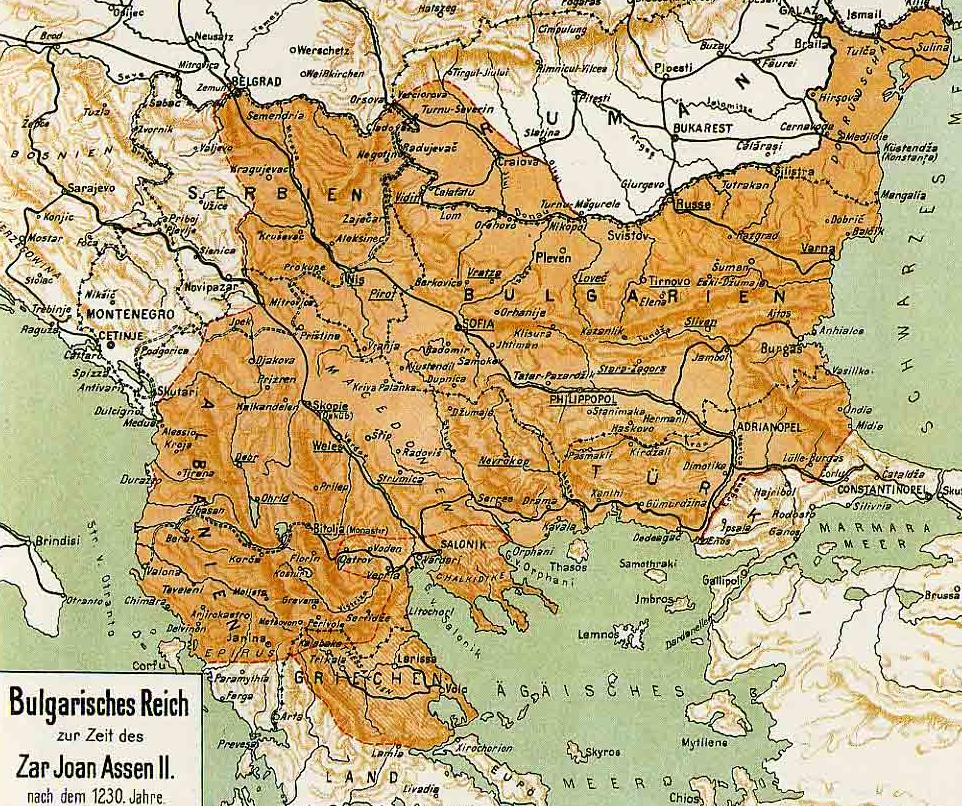
Royaume bulgare en 1241.

Bulgares tuant des Byzantins.

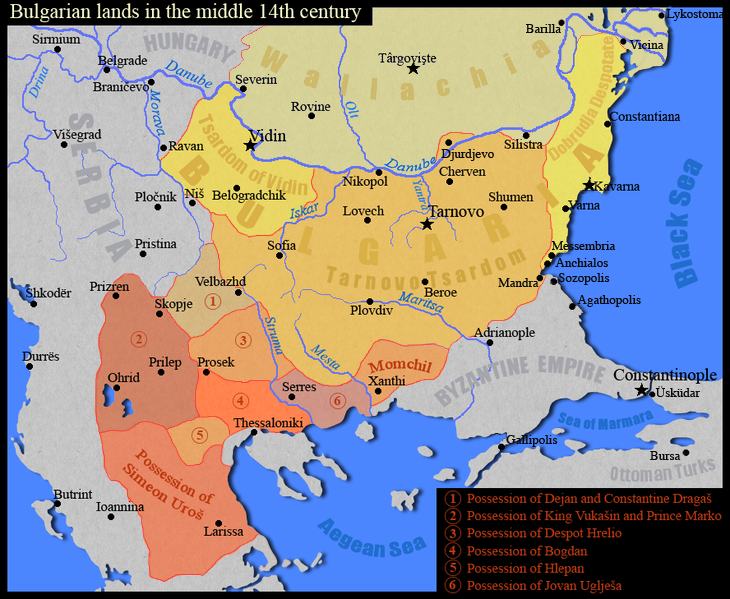
Bulgarie vers 1350

En 1180, selon Georges Cédrène, Anne Comnène, Nicétas Choniatès et Jean Skylitzès, les Valaques de Bulgarie se révoltent contre l'Empire byzantin et s'émancipent en 1186 pour reconstituer un nouvel empire autonome : c'est le second Empire bulgare, reconnu par le pape Innocent III et les chancelleries de l'époque,,. Ce royaume multi-ethnique dont la capitale est Veliko Tărnovo et la principale dynastie est celle des Assénides, s'étend lui aussi sur les actuelles Bulgarie, Macédoine du Nord, Grèce du Nord, Serbie orientale et Roumanie du sud et du sud-est. Les arts et la culture y connaissent un considérable développement et perdurent par la suite en Moldavie, Valachie, et même dans les Balkans soumis à l'Empire ottoman. En Bulgarie moderne, c'est de cette époque que datent les fresques du monastère de Boïana (bg) près de Sofia, de nombreuses églises, ainsi que le palais de Trnovo sur la colline de Tsarevets.
Un siècle avant l'Italie, l'esprit et l'art de la Renaissance s'y manifestent déjà. Le règne de Ivan Assen II ou Ioan Asen II (1217-1241) marque son apogée puisqu'il bat et fait prisonnier Baudouin VI de Hainaut qui s'est emparé de Constantinople à la suite de la quatrième croisade, dirigée contre l'Empire byzantin (chrétien, mais considéré comme « schismatique » par l'Église catholique).
Considérablement affaibli par l'invasion des Tatars en 1225/1242, le Second Empire bulgare se désagrège à partir de 1250. Il est remplacé, au nord du Danube par le banat roumain de Severin et la principauté d'Arges vassaux de la Hongrie, et au sud du Danube par des Tzarats slavo-bulgares d'Ohrid, de Vidin et de Tărnovo, et par le despotat de Dobroudja.

## Période ottomane (1396-1878)

### Conquête ottomane et disparition de l'aristocratie chrétienne
Divisés et fragilisés, les Etats successeurs du Second Empire bulgare tombent les uns après les autres aux mains des Ottomans lorsque ceux-ci attaquent la chrétienté : Tãrnovo tombe en 1393,, Vidin et les seigneuries de Macédoine en 1396 et le despotat de Dobroudja (qui s'était mis sous protection valaque en 1394), en 1422. Des croisés hongrois et français tentent de refouler les Ottomans sont vaincus à la bataille de Nicopolis en 1396. Quelques décennies plus tard, Ladislas III Jagellon, roi de Pologne devenu également roi de Hongrie, tente lui aussi de contenir les forces de l'Empire Ottoman, mais il est vaincu en 1444 à la bataille de Varna.
La Bulgarie est partagée entre les provinces de l'Empire ottoman du Danube (Ton-ili), d'Otchak-et-Silistrie (Özi-ili), de Macédoine (Selanik-ili) et de Roumélie (Rum-ili) pour plusieurs siècles : Bulgarie ottomane

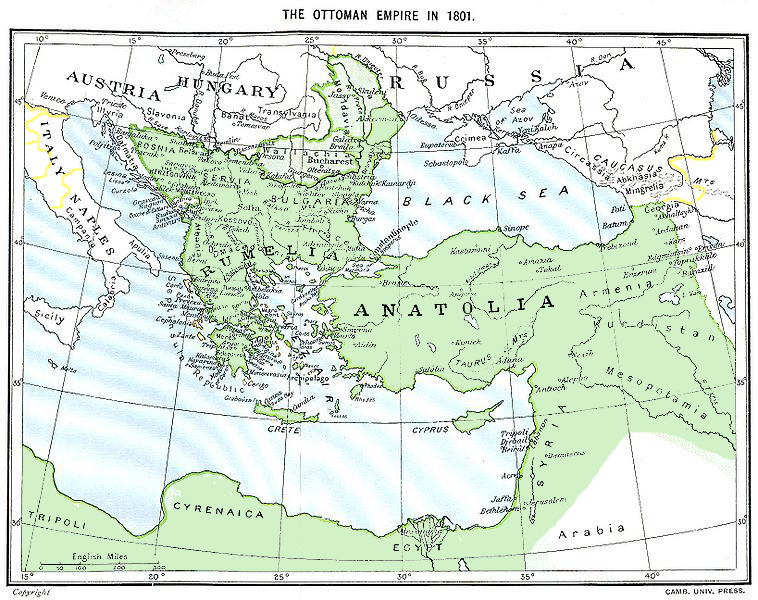
L'Empire ottoman en 1801.
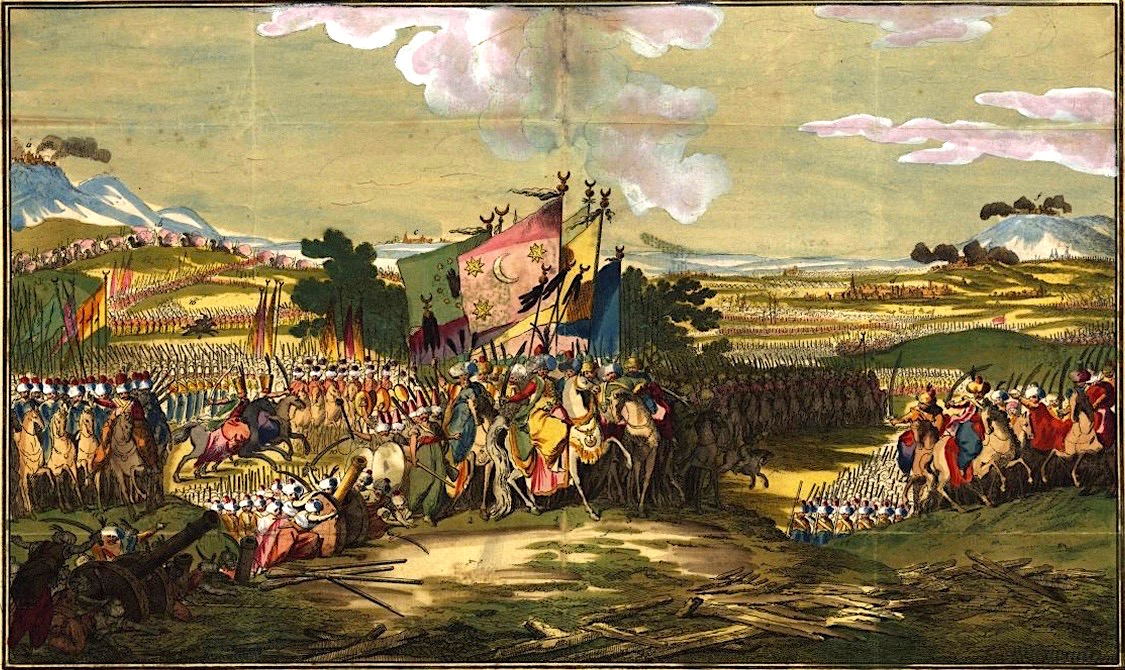
Parade de l'armée ottomane près de Sofia ; les forteresses alentour tirent des coups de canon (gravure allemande, 1788), manière d'affirmer la domination du sultan sur ses sujets, musulmans ou non, et d'inciter les jeunes paysans à s'engager.
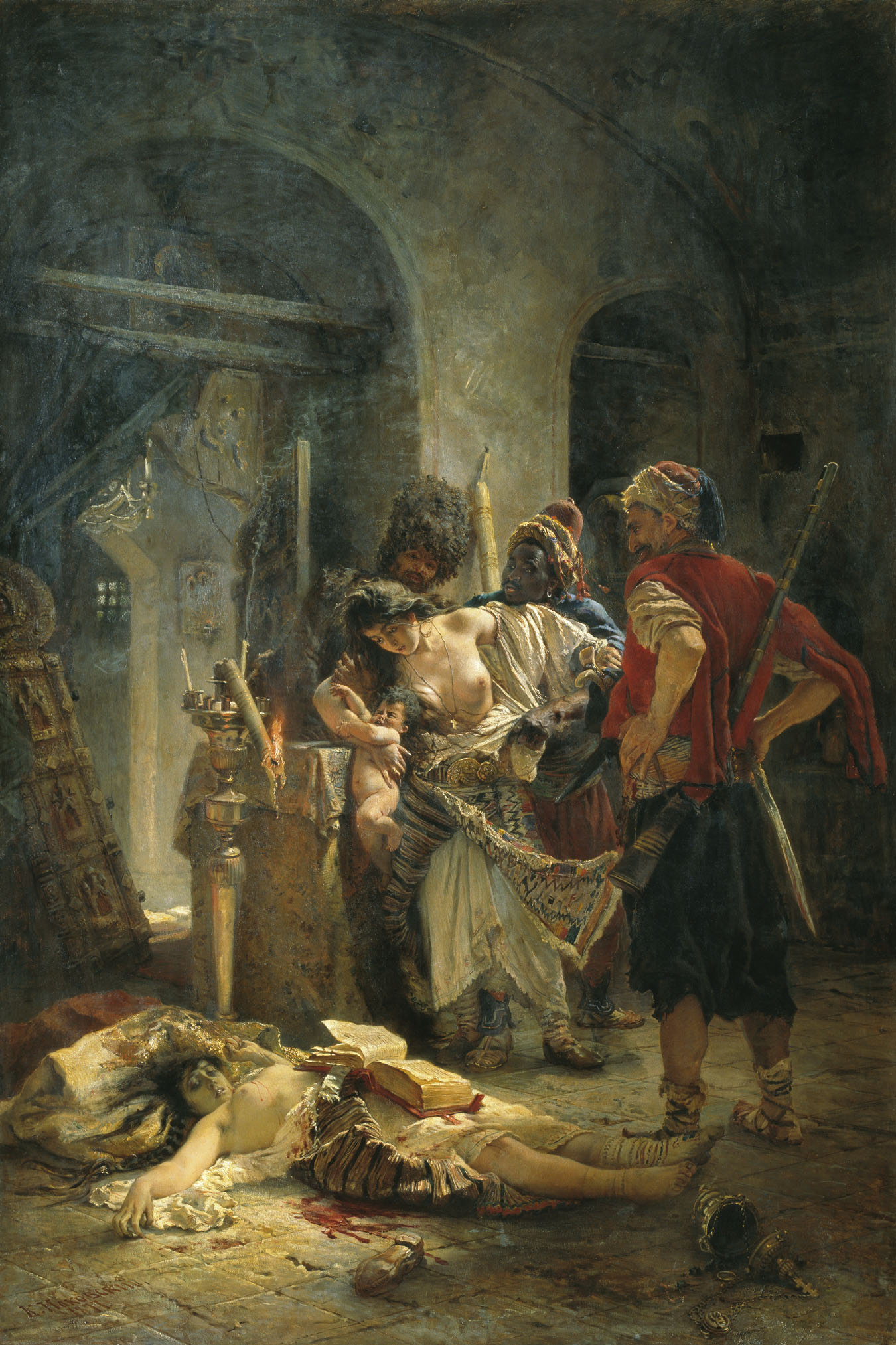
Tableau de Constantin Makovsky sur les martyres bulgares.
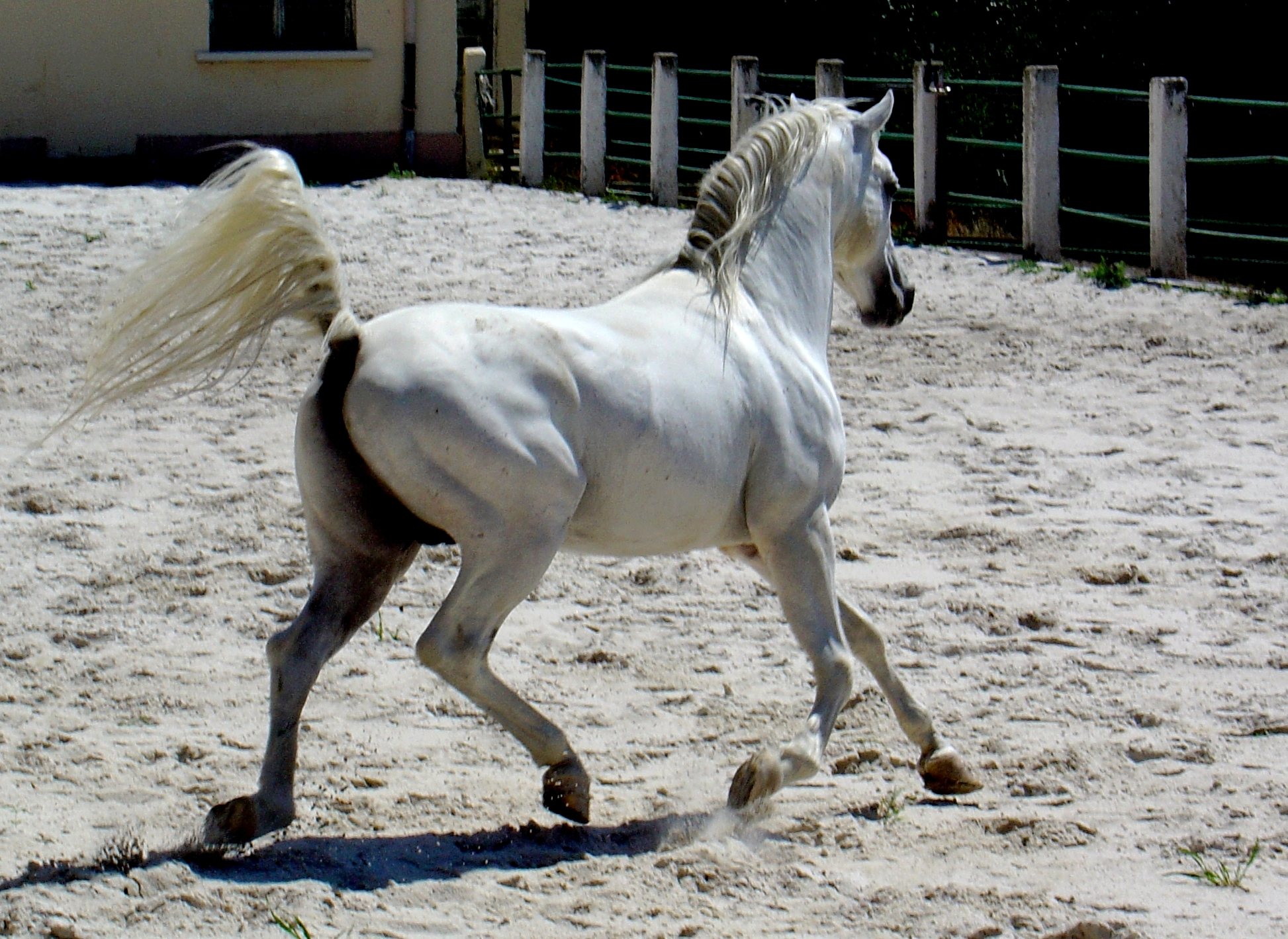
Pur sang arabe du haras Kabyuks près de Choumen, créé par les Ottomans pour les besoins de l'armée, cet élevage fournissait 1300 chevaux par an.
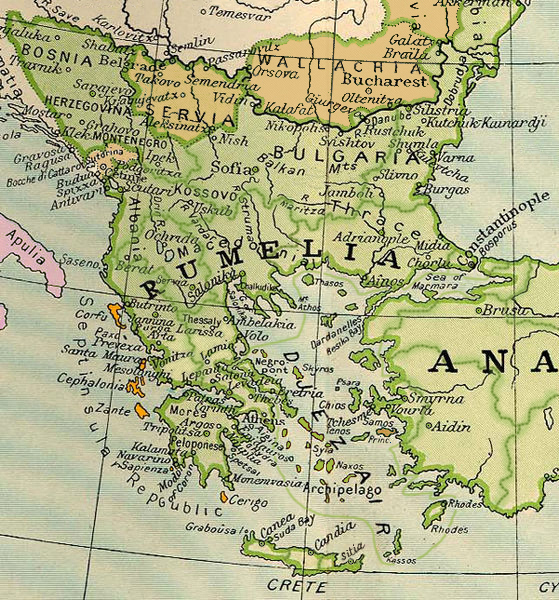
La Bulgarie ottomane en 1830, partagée entre les pachaliks du Danube (Vidin puis Sofia, à l'ouest), d'Özi (Silistra, à l'est), de Macédoine (Salonique, au sud-ouest) et de Thrace (Andrinople, au sud-est).

Comme le reste des Balkans, la Bulgarie subit une longue période de domination ottomane pendant laquelle les boyards et les joupans bulgares disparaissent comme classe, soit parce qu'ils sont exterminés lors de la conquête, soit parce qu'ils s'exilent dans les principautés danubiennes où ils s'intègrent à la noblesse roumaine, ou encore en Russie où ils rejoignent les boyards russes. Ils sont de toute façon dépossédés de leurs terres, tandis que les populations doivent travailler dans les timars mis en place par les ottomans (domaines agricoles attribués à des dignitaires musulmans).
Une partie des Bulgares (les Pomaques) passent à l'islam, notamment dans le sud ou sud-ouest : selon le Grand vizir Midhat Pacha, gouverneur des provinces du Danube (Ton ili), et l'un des pères de la constitution turque de 1876 : « … parmi les Bulgares, il y a plus d'un million de musulmans qui ne sont pas venus de l'Asie pour s'établir en Bulgarie, comme on le croit communément ; ce sont les descendants de ces Bulgares convertis à l'islam à l'époque de la conquête et dans les années qui ont suivi. Ce sont les enfants d'un même pays, d'une même race, venus de la même souche… ».

### Administration ottomane
L'Empire ottoman est une théocratie. Mais, cette théocratie admet des communautés religieuses différentes en son sein, les millets. Concernant les différentes communautés orthodoxes, elle les place initialement sous la tutelle religieuse du Patriarcat de Constantinople qui en devient le représentant auprès du Sultan. Et ces chrétiens orthodoxes subissent quelques discriminations, sur les taxes payées, sur la taille de leur édifice religieux, etc. Quelques églises sont rasées.
Le pays perd son indépendance, son nom et sa capitale : les Ottomans n'emploient que le mot « Roumélie » (en turc Rum-ili signifie « pays des Romains » c'est-à-dire pris aux byzantins (le terme « byzantin » est une invention de Jérôme Wolf au XVIe siècle, le nom réel de l'Empire étant « Empire des Romains »). Mosquées et minarets se multiplient au fil de la colonisation ottomane (surtout dans l'Est du pays) et de l'islamisation d'une partie des Bulgares : les Pomaques. Sur les côtes, les Grecs subsistent à Krouni, Varna, Naulochos, Anchialos, Messémbrie, Dévelthos, Sozopolis, Ranouli et Vassiliko.
Identifiés par leur religion chrétienne, des rebelles, mi-brigands, mi-résistants, les haïdouks s'organisent le plus souvent grâce aux monastères et vivent repliés sur eux-mêmes pour éviter les représailles, mais ils entretiennent le souvenir de la nation bulgare et acquièrent l'aura de combattants de la liberté. La période ottomane permet aussi l'accès à l'indépendance de l'Église Bulgare. Par contre, pendant la période ottomane, en 1870, les religieux orthodoxes bulgares instaurent leur propre exarchat avec le consentement de la « Sublime Porte » ottomane et échappent ainsi à la tutelle du patriarcat œcuménique de Constantinople dominé par les Grecs. Toutefois le siège de l'exarchat bulgare demeure à Constantinople jusqu'en 1913, dans le quartier de Şişli (Chichli).

### Renaissance culturelle bulgare (1750-1878)
Vers la deuxième moitié du XVIIIe siècle, avec le développement de l'économie et le commerce et le déclin de la force militaire turco-ottomane, une nouvelle génération de Bulgares surgit : Renaissance bulgare. 
Les plus éminents personnages de cette véritable Renaissance tardive « à la bulgare » sont le moine Païssii (1722-1773), Petar Beron (bg) (1799-1871), Kolyo Ficheto (1800-1881, le plus grand architecte bulgare de l'époque), Guéorgui Rakovski (1821-1867), le poète Khristo Botev (1848, tué en 1876), Georgi Benkovski (1843-1876), Lyuben Karavelov (en) (1834-1879) et Stefan Stambolov (1854-1895).
Isolés dans leurs montagnes, les monastères deviennent des foyers de résistance culturelle contre l'oppression Ottomane qui se manifeste, sur le plan économique par la lourde domination des timariotes musulmans sur les paysans chrétiens, et sur le plan social-politique par l'application de la loi islamique qui divise les sujets du Sultan turc en catégories inégales, imposant aux chrétiens, sujets de seconde zone, une double-imposition - le haratch, et l'enlèvement du garçon premier-né pour être élevé dans l'islam et devenir janissaire - le devchirmé ou сакупљање. Le plus connu des révolutionnaires bulgares, Vasil Levski, est pendu à Sofia. D'autres, tels le diplomate et journaliste Alexandre l'Exarque tentent une voie pacifique vers l'indépendance, par une politique d'influence en direction de la « Sublime Porte » d'Istanbul et des grandes puissances.
Une importante presse bulgare se développe dans les milieux de l'émigration, notamment dans les principautés danubiennes, à Bucarest ou ailleurs, et aussi à Constantinople (à travers le journal Tsarigradski vestnik, Le Courrier d'Orient, qui réclame principalement le rétablissement du Patriarcat bulgare autocéphale de Tãrnovo, indépendant du Patriarcat grec de Constantinople, reconnu par ce dernier en 927 mais supprimé en 1020 lors de la reconquête des Balkans par Basile II).

### Révoltes auXIXesiècleet guerre de libération russo-turque de 1877-1878
La grande révolte éclate en avril 1876. Vouée à l'échec malgré plus de 30 000 morts, elle provoque une réaction très vive dans toute l'Europe et jusqu'aux États-Unis.

« On massacre un peuple. Où ? En Europe. Ce fait a-t-il des témoins ? Rien qu'un témoin, le monde entier. Les gouvernements l'aperçoivent-ils ? Non ! Aura-t-il une fin, le martyre de ce peuple héroïque ? Il est grand temps que la civilisation l'interdise »

— Victor Hugo devant le Parlement français en août 1876
En 1877-1878, la Russie et la Roumanie mènent à bien une nouvelle guerre contre les Turcs qui se termine par la libération de la Bulgarie. Le traité de San Stefano en mars 1878 crée la Grande Bulgarie du Danube à la mer Égée,, reprenant l'essentiel de la partie européenne de l'empire ottoman, et assure à la Russie le libre-accès aux détroits du Bosphore et des Dardanelles.

## Période contemporaine

### Principauté de Bulgarie (1878-1908)

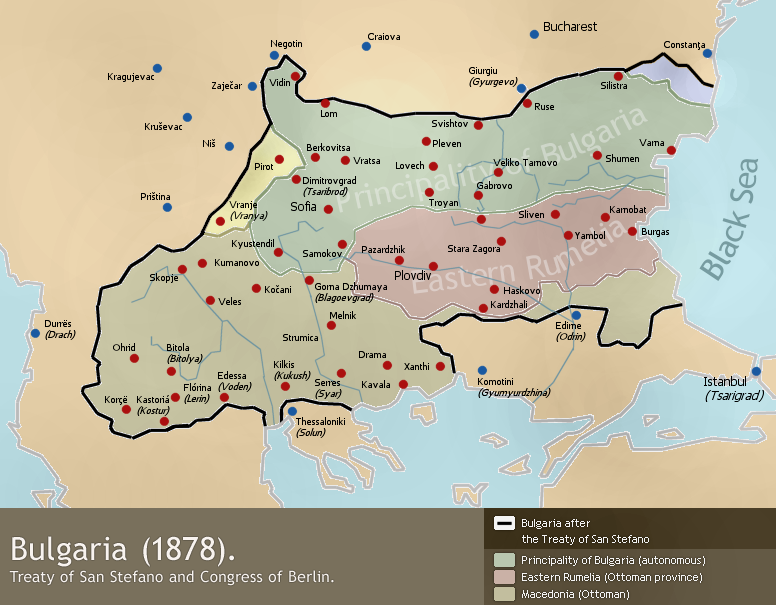
La Bulgarie en 1878.

La création du grand État slave de Principauté de Bulgarie dans les Balkans et le renforcement de l’influence russe dans la région contrarient les intérêts politico-stratégiques des puissances occidentales. Aussi, face à leurs protestations, le tsar Alexandre II accepte la réunion du Congrès de Berlin en 1878. Ce dernier se clôt par le Traité de Berlin qui supprime la Bulgarie réunifiée du traité de San Stefano et divise en deux la nouvelle principauté bulgare,.
L’autonomie complète n’est ainsi accordée qu’à la Bulgarie septentrionale, s’étendant du Danube jusqu’au monts Balkans, tandis que la moitié sud, dite Roumélie orientale, est placée sous l’autorité politique et militaire ottomane avec un degré d’autonomie essentiellement culturel. Quant à la Macédoine, elle reste finalement ottomane. Ces nouvelles frontières refusent aux Bulgares l’unité que leur avait reconnue le traité de San-Stefano. Le point de départ est ainsi donné à plusieurs conflits régionaux, et à une division qui perdure jusqu’à nos jours entre l’identité « macédonienne » des bulgarophones occidentaux et l’identité « bulgare » des bulgarophones orientaux. Et certaines personnalités de la lutte contre les ottomans, comme Gotsé Deltchev, sont restés importants à la fois pour les Macédoniens et pour les Bulgares.
En 1879, la Bulgarie se dote de la « constitution de Tãrnovo » instaurant une monarchie parlementaire modérée où le pouvoir est partagé entre le prince et l’Assemblée nationale. Le même jour, le prince Alexandre de Battenberg est élu souverain de la principauté par l’Assemblée constituante. Ce prince allemand est le neveu du grand-duc Louis III et de la tsarine Maria Alexandrovna, l'épouse d'Alexandre II. Mais le prince entre rapidement en conflit avec les libéraux alors au pouvoir et parvient, grâce à un coup d'État en 1881, à suspendre la constitution et à s’octroyer les pleins pouvoirs. En 1883, il rétablit le régime constitutionnel. En septembre 1885, un soulèvement de la Roumélie orientale permet enfin la réunion des deux entités. En réaction, la Serbie, inquiète de la nouvelle puissance bulgare, tente vainement d’envahir la Bulgarie mais est repoussée.
En 1886, les relations entre les gouvernements russe et bulgare sont mauvaises : en Bulgarie, les pro-russes considèrent, non sans quelque raison, Alexandre de Battenberg comme un pangermaniste pro-occidental ennemi du panslavisme, et l’obligent à abdiquer à l’issue d’un putsch. Une régence est alors mise en place avec Stefan Stambolov, qui s'est illustré dans l'insurrection de 1876, comme président. Mais l’année suivante, une assemblée largement russophobe élit Ferdinand de Saxe-Cobourg-Gotha comme prince.
Si la Bulgarie entre dans une certaine ère de prospérité, paradoxalement le régime du Premier ministre Stambolof devient, au fur et à mesure du temps, de plus en plus répressif. Le prince Ferdinand parvient à prendre le pouvoir en 1894(Srambolof meurt assassiné l'année suivante) et renoue, à partir de cette période, de bonnes relations avec la Russie. Ferdinand doit alors faire face à un autre problème de taille : les revendications macédoniennes. Parmi les révolutionnaires macédoniens anti-ottomans, appelés komitadjis et persécutés par les Ottomans, certains revendiquent l’indépendance, d’autres de rattacher leur territoire à la Bulgarie, et des organisations terroristes macédoniennes rivales se développent alors. De toute manière, toutes les actions diplomatiques entreprises par les gouvernements bulgares pour le rattachement, se soldent par des échecs, d’autant qu’elles heurtent aussi les revendications serbes et grecques sur cette région multi-ethnique : c'est la « balkanisation ». Dans les régions restées ottomanes où le peuplement bulgare était majoritaire, des rébellions comme les républiques de Strandja ou de Krouchevo se produisent en 1903, année où Ferdinand inaugure un régime personnel.
Continuant à se moderniser, la Bulgarie acquiert assez de puissance, notamment militaire dans les Balkans, pour qu’en septembre 1908 le prince déclare l’indépendance de la Bulgarie, profitant de la prise du pouvoir du parti Jeunes-Turcs à Constantinople, et s’octroie le titre de tsar, sans que la communauté internationale s’y oppose cette fois. Durant cette période, les timbres-poste émis sont marqués CTOT.

### Royaume de Bulgarie (1908-1946)
En 1912, la Bulgarie s'allie avec les Grecs, les Serbes et les Monténégrins pour reprendre la Macédoine à l'Empire ottoman : c'est la première guerre balkanique. La Bulgarie porte le plus dur de la guerre contre les Ottomans et remporte plusieurs victoires mais pendant ce temps les Serbes s'emparent de la Macédoine majoritairement bulgarophone. La Serbie faisant la sourde oreille aux revendications bulgares, la Bulgarie tente de lui reprendre la Macédoine par la force : c'est la 2e guerre des Balkans. La Roumanie (neutre jusque-là) et la Grèce volent au secours de la Serbie. Constatant les difficultés de Sofia dans la guerre, l'Empire ottoman intervient dans le but de récupérer certains de ses territoires européens perdus, et notamment la région de Thrace orientale. Face à la pression de toute part, et à l'avancée des armées coalisées, la Bulgarie capitule.
La Paix de Bucarest partage la Macédoine entre la Serbie et la Grèce et donne à la Roumanie la Dobroudja du Sud bulgare, donc la totalité de la Dobroudja. La Bulgarie gagne toutefois un nouveau débouché maritime sur la mer Égée. Ce nouveau partage de la paix de Bucarest a lieu le 10 août 1913 : la Bulgarie y perd une grande partie de ses conquêtes et de ses acquis de la première guerre balkanique qui sont partagés entre les vainqueurs. Pour l'opinion bulgare, il s'agit d'une trahison qui par la suite amènera la Bulgarie à s'allier aux ennemis des Serbes, des Roumains et des Grecs. C'est aussi dans ce drame que s'enracine l'« histoire militante » parfois délirante qui essaie par tous les moyens de séparer le passé bulgare de celui de ses voisins, alors qu'il s'agit en grande partie d'une histoire commune. C'est pourquoi, un an plus tard, dans la première Guerre mondiale la Bulgarie s'allie avec l'Empire allemand, l'Autriche-Hongrie et l'Empire ottoman, recevant d'eux la Macédoine, le nord de la Grèce à l'est de Salonique, la Dobroudja du Sud perdue en 1913 et aussi une partie de la Dobroudja du Nord roumaine. Mais ces rattachements ne sont pas internationalement reconnus, et en 1918 la Bulgarie, se trouvant dans le camp des vaincus, doit signer en 1919 le traité de Neuilly qui lui fait perdre tous ces territoires, y compris l'accès à la mer Égée, lui impose une lourde dette, et lui supprime le droit à avoir une aviation. Ferdinand abdique en faveur de son fils Boris III.
Pendant l'entre-deux-guerres et en prenant exemple sur l'Allemagne nazie, le tsar Boris III contourne une à une les clauses du Traité de Neuilly, de façon indirecte tout d'abord, puis ouvertement à partir des années 1930. C'est ainsi qu'il parvient à fonder à nouveau une Armée de l'Air dès 1935. Dans le même temps, il soumet la Bulgarie à un régime fortement autoritaire et tolère le mouvement ultra-nationaliste et antisémite des Branniks. Prudente toutefois, la Bulgarie signe l'accord de Salonique avec les pays de la Ligue balkanique, visant à limiter les armements de chaque État impliqué, et en profite pour se moderniser et reconstituer ses voies de communications ferroviaires et routières, financées majoritairement par un emprunt auprès d'établissements bancaires français.
La Bulgarie continue néanmoins à renforcer son armée à la fin des années 1930. Ainsi, elle se procure une grande quantité de matériel de guerre auprès de l'Italie, de la France et surtout de l'Allemagne nazie qui, soucieuse de trouver au moins un allié dans les Balkans, vend en quantité et à des prix cassés une partie de l'armement pris par la Wehrmacht à la Tchécoslovaquie et à la Pologne en 1939. L'aide allemande se renforce durant la Seconde Guerre mondiale, notamment par de nouvelles ventes de matériel de guerre, mais aussi par un entrainement de l'Armée bulgare par des instructeurs allemands (en Bulgarie même, en Allemagne, mais également en France occupée). Le 7 septembre 1940, l'Allemagne fait pression sur la Roumanie pour que cette dernière rende la Dobroudja du Sud à la Bulgarie par les accords de Craiova.

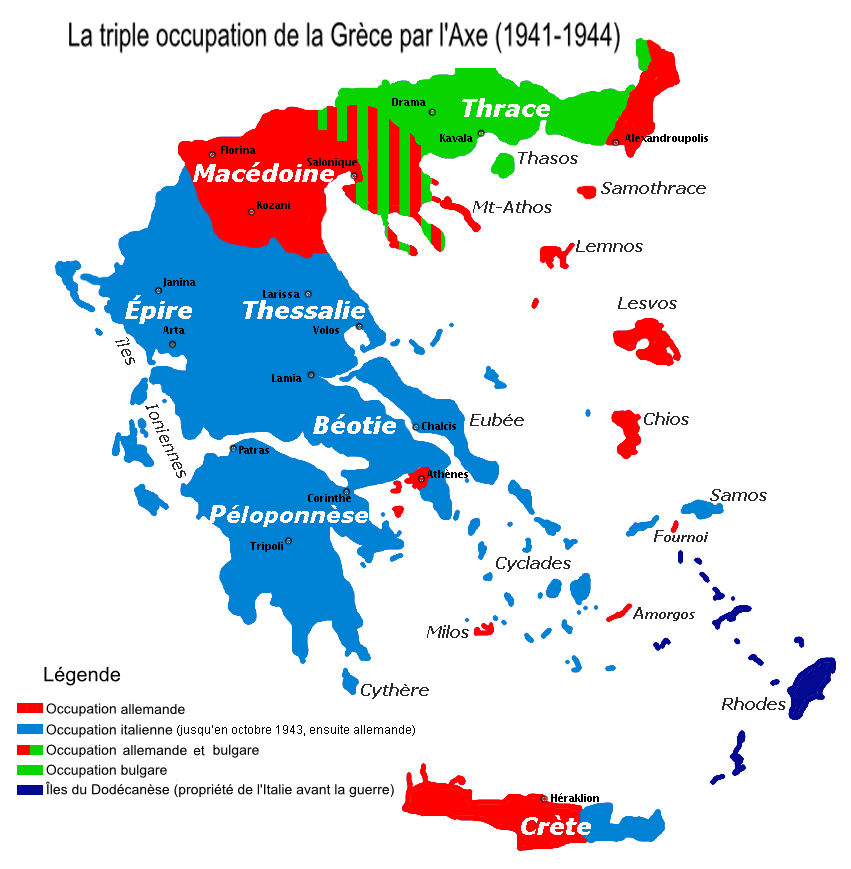
Le partage de la Grèce entre Allemands, Italiens et Bulgares (en vert) entre 1941 et 1944.

Cette aide allemande incite la Bulgarie se rejoindre l'Axe en 1941 : le tsar Boris III adhère au pacte tripartite,. La Bulgarie entre en guerre aux côtés de l'Allemagne contre la Yougoslavie et la Grèce (opération Marita), ce qui lui permet de récupérer également la Macédoine et son débouché sur la mer Égée. Prudent toujours, le tsar Boris III refuse cependant de déclarer la guerre à la Grande-Bretagne et s'abstient de toute provocation à l'égard des occidentaux (au point qu'il demande le rapatriement des pilotes bulgares entraînés sur Stuka par les Allemands lorsqu'il apprend que l'unité d'entraînement risque d'être engagée contre le trafic maritime britannique en Méditerranée). De même, lors d'une entrevue avec Adolf Hitler, le Tsar bulgare lui refuse toute participation à la guerre contre l'URSS en indiquant que les Bulgares, très largement russophiles, ne peuvent pas prendre les armes contre ceux qui les ont libérés de la domination ottomane. Face aux pressions du Judenberater, le SS Theodor Dannecker, Boris III refuse de livrer aux nazis les Juifs citoyens bulgares, mais accepte de leur livrer les Juifs de la Macédoine du Vardar et de Macédoine-Orientale-et-Thrace (auparavant yougoslaves et grecs, mais devenus apatrides), déportés et tués au centre d'extermination de Treblinka (voir Shoah en Bulgarie (bg), 1939-1944).
À la suite de plusieurs torpillages de navires bulgares en Méditerranée, Boris III finit néanmoins par déclarer la guerre à la Grande-Bretagne et aux États-Unis d'Amérique le 13 décembre 1941, une position qui lui semblait surtout symbolique, tout en continuant à préserver sa neutralité envers l'URSS. La Bulgarie commence à subir les premières attaques alliées au cours de la fin 1942, sous forme de raids aériens. Les Alliés traversent la Bulgarie au retour des bombardements sur les champs pétrolifères roumains de Ploiești, tout en y lâchant quelques bombes non-larguées en Roumanie. Ne pouvant faire face aux bombardiers occidentaux avec leurs quelques appareils, les Bulgares reçoivent de l'Allemagne la livraison de chasseurs français Dewoitine D.520 capturés puis, enfin, d'appareils dernier cri d'origine allemande.
À la suite du décès du tsar Boris III le 28 août 1943, et de la période de questionnement politique dans le pays autour de la minorité du nouveau tsar, Siméon II (qui n'a que 6 ans en août 1943), les alliés tentent de faire pression sur les dirigeants bulgares en bombardant directement la Bulgarie. Les combats aériens entre les bombardiers alliés et leurs escortes, et les forces aériennes bulgares ne cessent que le 26 août 1944. On estime que ces bombardements sur le sol bulgare ont fait 1 828 morts et 2 370 blessés.
Malgré une position de neutralité préservée durant toute la guerre vis-à-vis de l'Union soviétique, l'Armée rouge traverse la frontière bulgare le 4 septembre 1944 puis déclare la guerre à la Bulgarie le lendemain. C'est la « guerre d'un jour », car le 9 septembre 1944, une insurrection menée par la coalition du « Front de la Patrie » (Parti communiste bulgare et Zveno) renverse le gouvernement, demande l'armistice aux Alliés et, sans attendre la réponse, déclare la guerre à l'Axe. L'armistice est accordé le 7 septembre 1944. Une violente épuration fait 16 000 morts estimés, pour la plupart exécutés sommairement et sans procès, car seules 2 500 personnes sont jugées, de manière très expéditive et sans avocats, pour faits de « collaboration avec les fascistes ». Les trois régents, le général Nikola Mihov, l'archéologue pro-allemand Bogdan Filov, et le prince Cyrille, nommés le 28 août 1943 compte tenu de l'âge de Siméon II et déposés en septembre 1944, sont exécutés le 1er février 1945,. La Bulgarie envoie son armée et surtout ses forces aériennes combattre aux côtés des forces soviétiques et roumaines, bien que son potentiel militaire soit gravement affecté par les purges politiques dans les rangs des gradés. Les combats du côté allié contre la Hongrie et l'Allemagne feront environ 30 000 victimes dans les rangs bulgares.
Le régime pro-soviétique se durcit dans la dernière année de la guerre et dans l'immédiat après-guerre, s'en prenant non seulement aux partisans de la monarchie, mais à tout opposant réel ou potentiel. En septembre 1946, il organise un référendum aux résultats connus d'avance pour donner à l'abolition de la monarchie l'apparence d'une révolution populaire. La famille royale Battemberg fuit alors le pays et la république populaire de Bulgarie est proclamée.
Mais la coalition au pouvoir se fissure durant l'année 1946 lorsque le Zveno quitte le gouvernement en signe de protestation à l'encontre des cruautés staliniennes. La monarchie et le Zveno écartés, plus rien n'empêche le Parti communiste bulgare d'instaurer une prétendue « démocratie populaire », dictature communiste jusqu'en 1990.

### Régime communiste (1946–1989)
- République populaire de Bulgarie (1946-1989/1990)

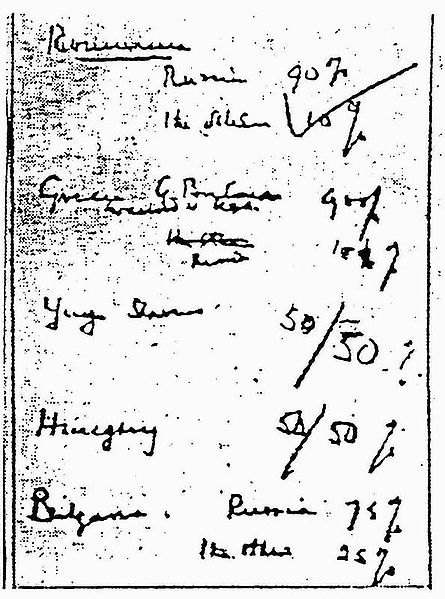
Accord de pourcentages contresigné par Churchill et Staline à Moscou le 9 octobre 1944, par lequel la Bulgarie est attribuée à l'URSS.

#### La Quatrième conférence de Moscou et ses conséquences
Attribuée à la zone d'influence soviétique lors de la Quatrième conférence de Moscou confirmée par celle de Yalta, la Bulgarie entre de plain-pied dans le « bloc de l'Est » dès 1947. La Quatrième conférence de Moscou faisait suite à l'échec de l'offensive britannique en Égée (désapprouvée par les États-Unis), qui avait mis fin aux espoirs de Churchill de débarquer un jour dans les Balkans pour y établir ou rétablir des régimes libéraux-démocratiques pro-occidentaux. Cet échec oblige les Britanniques, dès 1943 à la conférence de Téhéran, à renoncer à toute prétention sur l'Europe du Sud-Est, mais Churchill espérait obtenir de Staline en échange la garantie de conserver la Grèce dans la zone d'influence britannique, en dépit de sa puissante résistance communiste. Pour obtenir cela, les Britanniques ont du faire des compromis en acceptant le principe d'un partage de l'Europe en zones d'influence entre les Alliés occidentaux et l'URSS,.
Si l’on exclut le bref épisode où, en 1948, la Bulgarie semble tentée par un rapprochement avec la Yougoslavie dissidente de Tito, rapidement stoppé par Staline, le nouveau régime devient rapidement le « bon élève du communisme », à tel point que Todor Jivkov avait même envisagé en 1968, d'en faire une république socialiste soviétique, membre de l'URSS, sa demande d'adhésion ayant été rejetée à l'époque par Léonid Brejnev. Moscou a une telle confiance dans le régime de Sofia qu’il n’entretient aucune troupe sur le sol de la Bulgarie, tout en lui livrant son pétrole à des tarifs préférentiels en échange de produits agricoles et de l’industrie légère. Une blague populaire de ce temps affirme que « la Bulgarie est le pays le plus neutre du monde, car elle ne s'occupe même pas de ses affaires intérieures »,. La stalinisation de la société est totale, avec la construction de combinats industriels géants et collectivisation forcée des terres formant des Kolkhozes. Le goulag bulgare se développe également, pour atteindre le nombre de quarante-cinq camps de travaux forcés (camps de Belene, de Skravena (bg), de Bogdanovdol (bg), de Lovetch…).

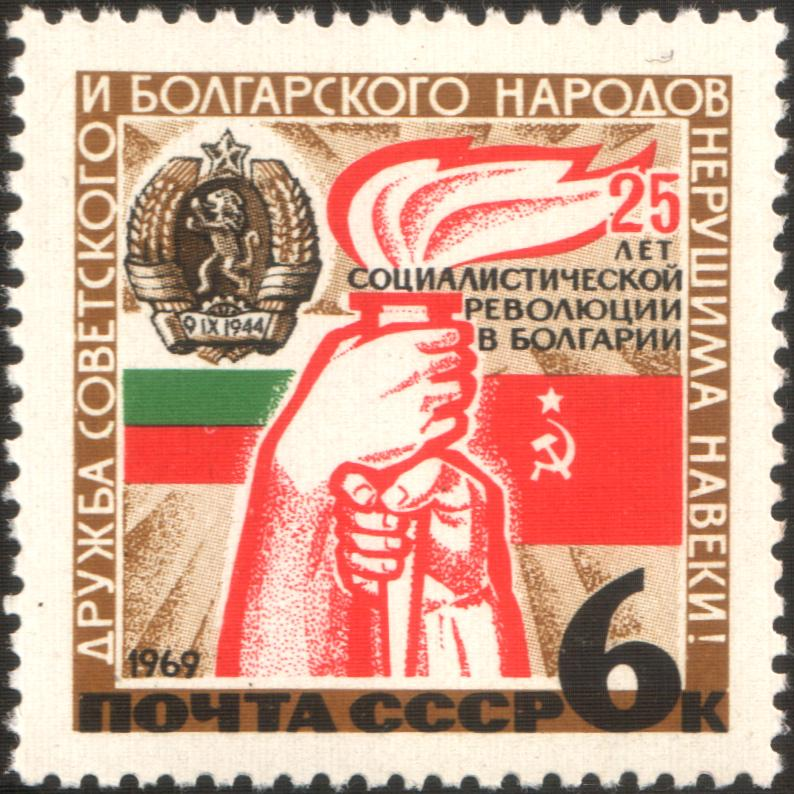
Timbre soviétique commémorant la fraternité entre la Bulgarie et l'URSS.

Après dix ans de terreur rouge, Todor Jivkov devient premier secrétaire du parti communiste bulgare en 1954, puis président en 1962. S’ouvre alors une ère de plus de trente-cinq ans de domination d’un seul homme qui ne sera limogé qu’en 1989, à l’âge de 78 ans. La révolution hongroise de 1956 (dite insurrection de Budapest) et les tentatives d’instaurer un « socialisme à visage humain » en Hongrie avec Imre Nagy, en Tchécoslovaquie avec Alexander Dubček et en Pologne avec Władysław Gomułka n’ont qu’un écho limité en Bulgarie, tant l’encadrement de la société par le régime totalitaire et la police politique, la DS, y est strict.
Dans les années 1980, le régime mène une politique de « bulgarisation » forcée des minorités musulmanes appelé « Processus de régénération » : le problème ne trouve son règlement définitif qu’avec la chute du régime communiste, l’ouverture du rideau de fer séparant le pays de ses voisins méridionaux et l’autorisation, au début de 1990, d’un parti turcophone appelé Mouvement pour les droits et les libertés, dirigés par Ahmed Dogan. Les relations avec les Turcs se sont normalisées depuis, et les nouvelles autorités bulgares ont montré la voie en refusant catégoriquement toute tentative de ségrégation entre populations chrétiennes et musulmanes, voire en redonnant à des localités bulgares où vit la minorité turque, leurs noms turcs de la période ottomane, comme dans les cas de Toplitsa renommée Hissarya ou de Blatnitsa renommée Dourankoulak.

#### Fin du régime communiste (1989-1990)
Les premières remises en question de l’économie socialiste en Bulgarie et de son alignement sur l’Union soviétique apparaissent en 1984 lorsque le « grand frère soviétique » se met à appliquer les tarifs internationaux à ses exportations de pétrole. Ce fait, conjugué à une forte sécheresse qui a pour résultat de faire baisser le niveau des cours d’eau alimentant les barrages hydroélectriques, suscitent un fort mécontentement populaire. L’arrivée au pouvoir à Moscou de Gorbatchev et sa volonté de ne plus soutenir les dirigeants communistes des pays de l’est obligent Jivkov à tenter, dans un premier temps, de s’adapter à la nouvelle ligne politique de Moscou en adoptant sa propre perestroïka, le Preustrojstvo. Dès janvier 1988, l’économie privée à petite échelle est autorisée en Bulgarie, mais sans la libéralisation politique du régime souhaitée depuis si longtemps par la population. Comme dans les autres pays communistes, la gestion environnementale est désastreuse et une grave pollution au chlore dans la région de Ruse, provenant d'une usine roumaine de Giurgiu, est à l'origine de manifestations populaires qui débouchent sur la formation de groupes dissidents comme le club pour le soutien de la perestroïka et de la glasnost puis, en 1989, Podkrepa et Ekoglasnost. Le lendemain de la chute du mur de Berlin, le 10 novembre 1989, ces mouvements de protestation entraînent la chute de Jivkov et l’unification de tous les groupes dissidents et libéraux au sein du SDS (Union des forces démocratiques) tandis qu’un grand enthousiasme s’empare du pays.

### Bulgarie démocratique (depuis 1989)

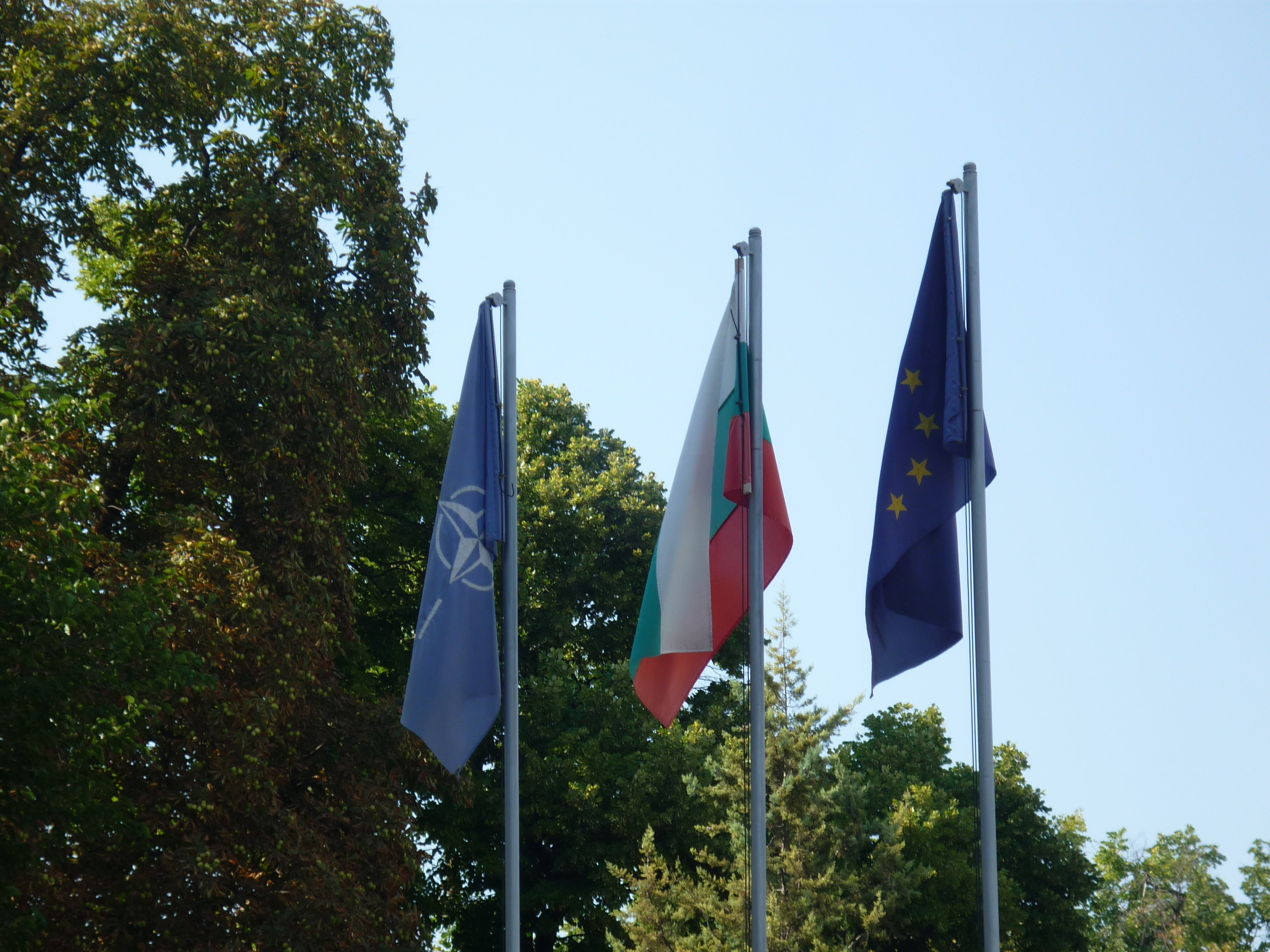
Les drapeaux de l'OTAN, de la Bulgarie, et de l'Union européenne, côte à côte devant le Club militaire de Plovdiv, en Bulgarie : symbole d'une adhésion multiple aux alliances européennes.

L'intégration de la Bulgarie au monde démocratique a été plus longue que pour d'autres pays du pacte de Varsovie. Après une forte instabilité gouvernementale, due à l'instauration d'un régime parlementaire fort par la nouvelle constitution (sept gouvernements se sont succédé en sept ans entre 1991 et 1997), une coalition de droite, dominée par le SDS, arrive au pouvoir en 1997. Ces années de transition apportent l'expérience de l'alternance politique mais surtout l'enracinement croissant de l'État de droit, malgré des lacunes importantes, essentiellement dues à la corruption.
En décembre 2000, la levée de l'obligation de visa pour les Bulgares souhaitant voyager dans les pays de l'Union européenne représente un premier pas concret vers son intégration. La crise du Kosovo, au cours de laquelle la Bulgarie joue un grand rôle dans l'accueil et le transit des troupes de l'OTAN, marque un tournant dans les relations politiques entre les alliés occidentaux et Sofia, même si l'opinion bulgare est naturellement portée à une certaine solidarité avec les Serbes slaves et orthodoxes.
La stabilisation économique et politique du pays est désormais incontestable. La Bulgarie rejoint l'OTAN en 2004 et l'Union européenne en janvier 2007. Son intégration dans la zone euro, initialement prévue pour 2009, interviendra finalement le 1er janvier 2026.
Le 23 juillet 2008, la Commission européenne rend public son troisième rapport sur l'évolution de la démocratie en Bulgarie, dans le cadre du Mécanisme de coopération et de vérification qui vise à évaluer les progrès de nouveaux membres de l'Union européenne. Celui-ci révèle l'ampleur de la corruption qui sévit au sein des institutions bulgares et l'absence d'efforts pour y remédier. La Commission décide en conséquence de suspendre des aides financières d'une valeur de 800 millions d'euros tant que la Bulgarie n'aura pas pris de mesures anti-corruption,.

#### Galerie de dirigeants politiques récents

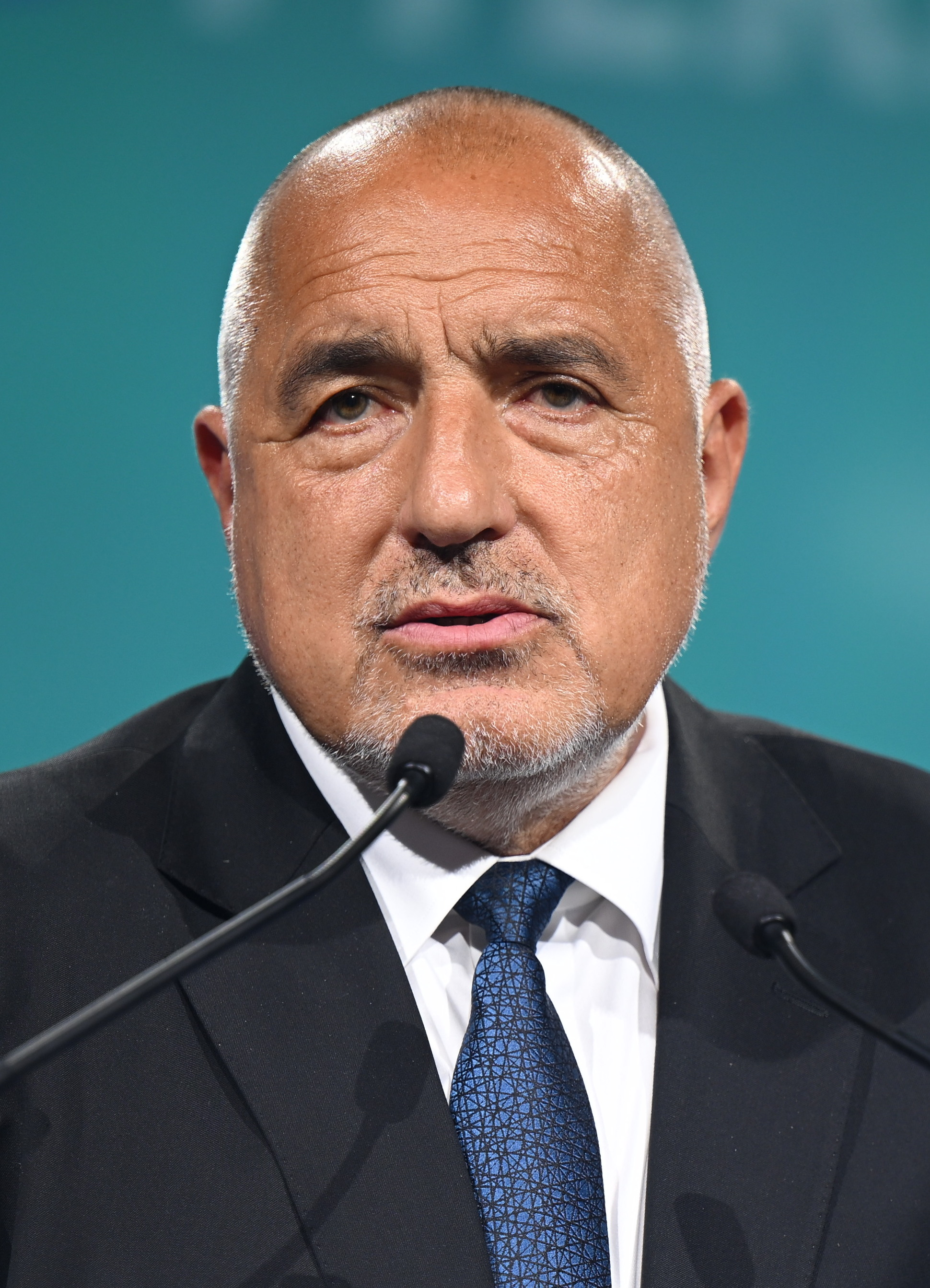
Boïko Borissov 2009-2013 2014-2017 2017-2021
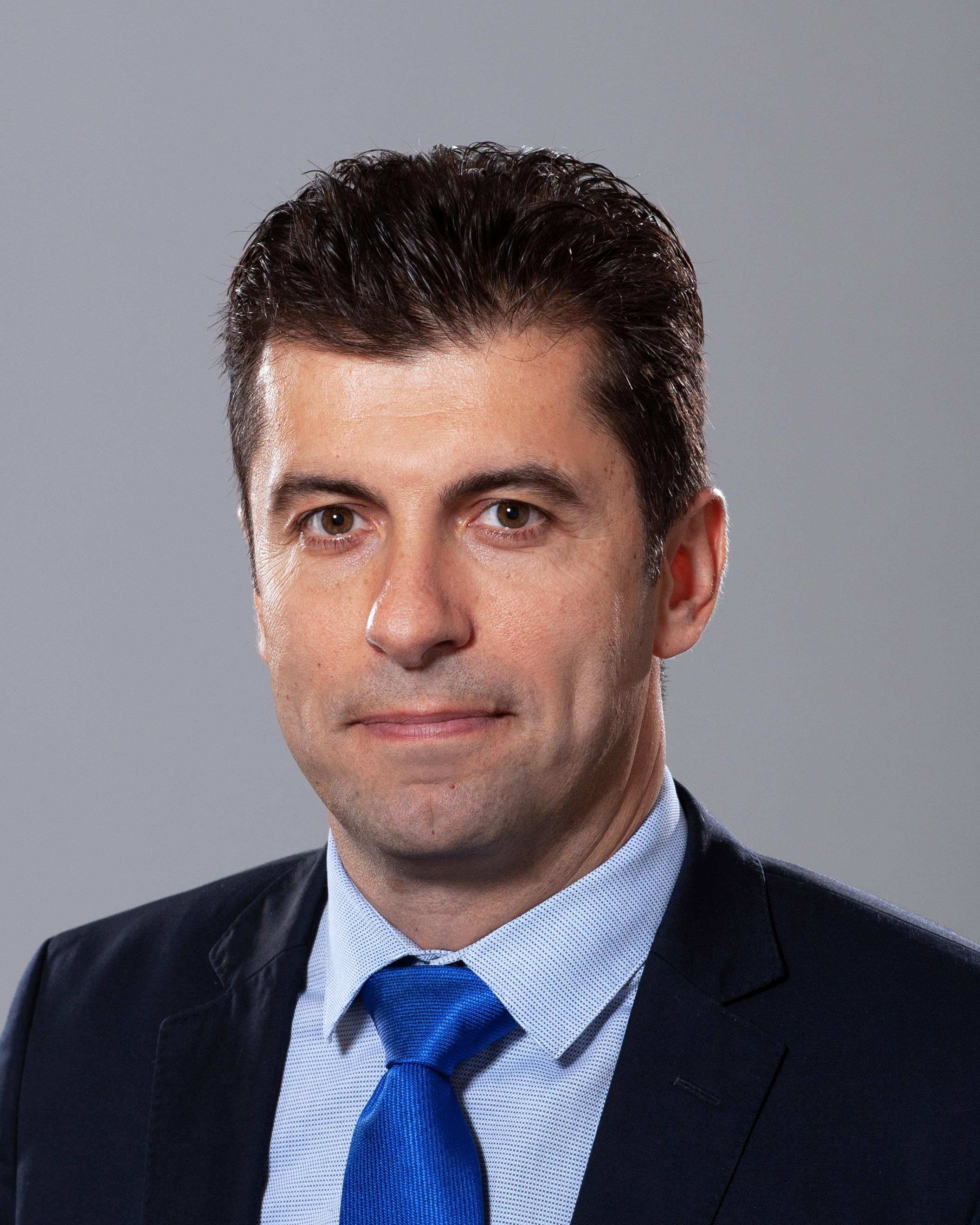
Kiril Petkov 2021-2022
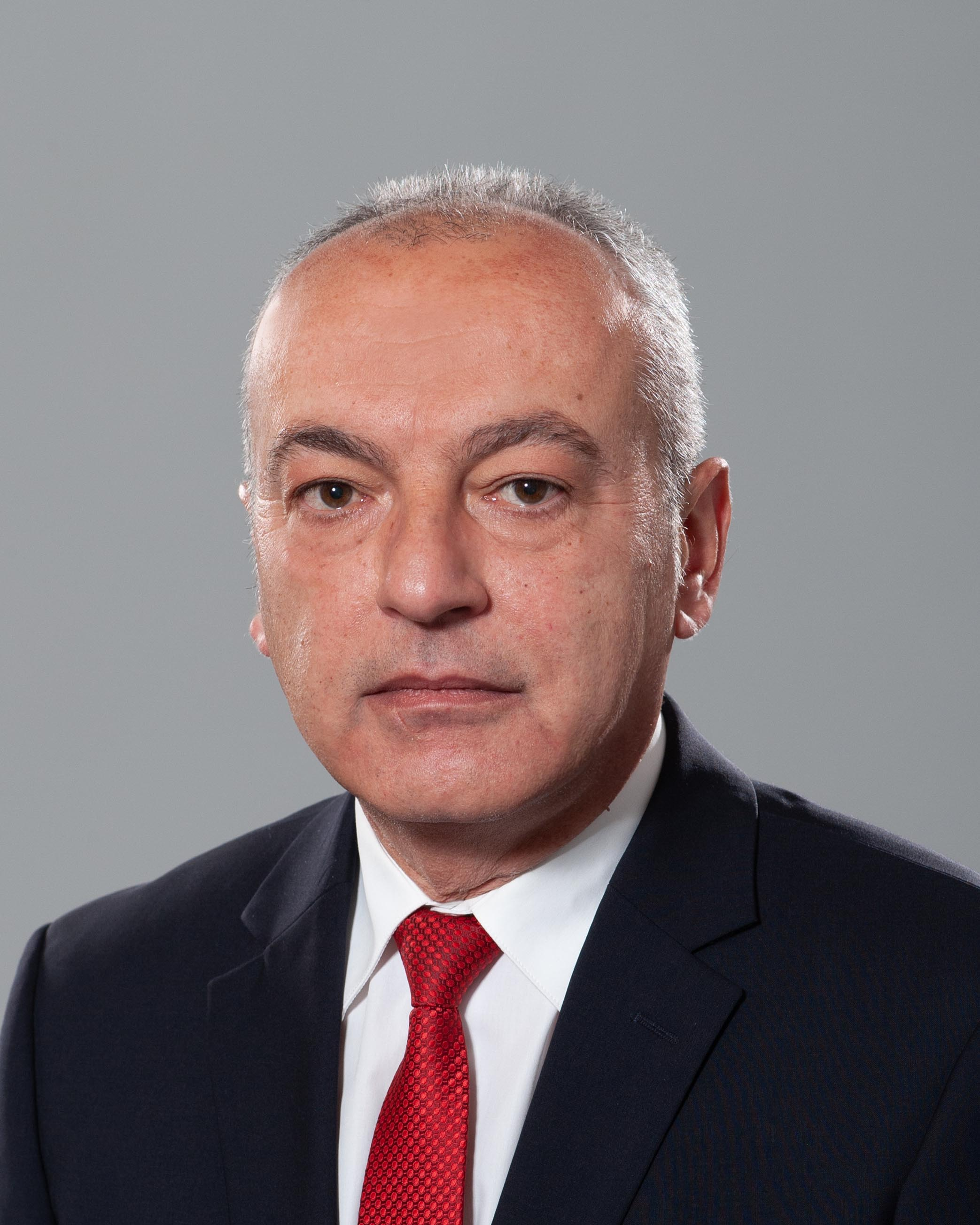
Galab Donev 2022-2023
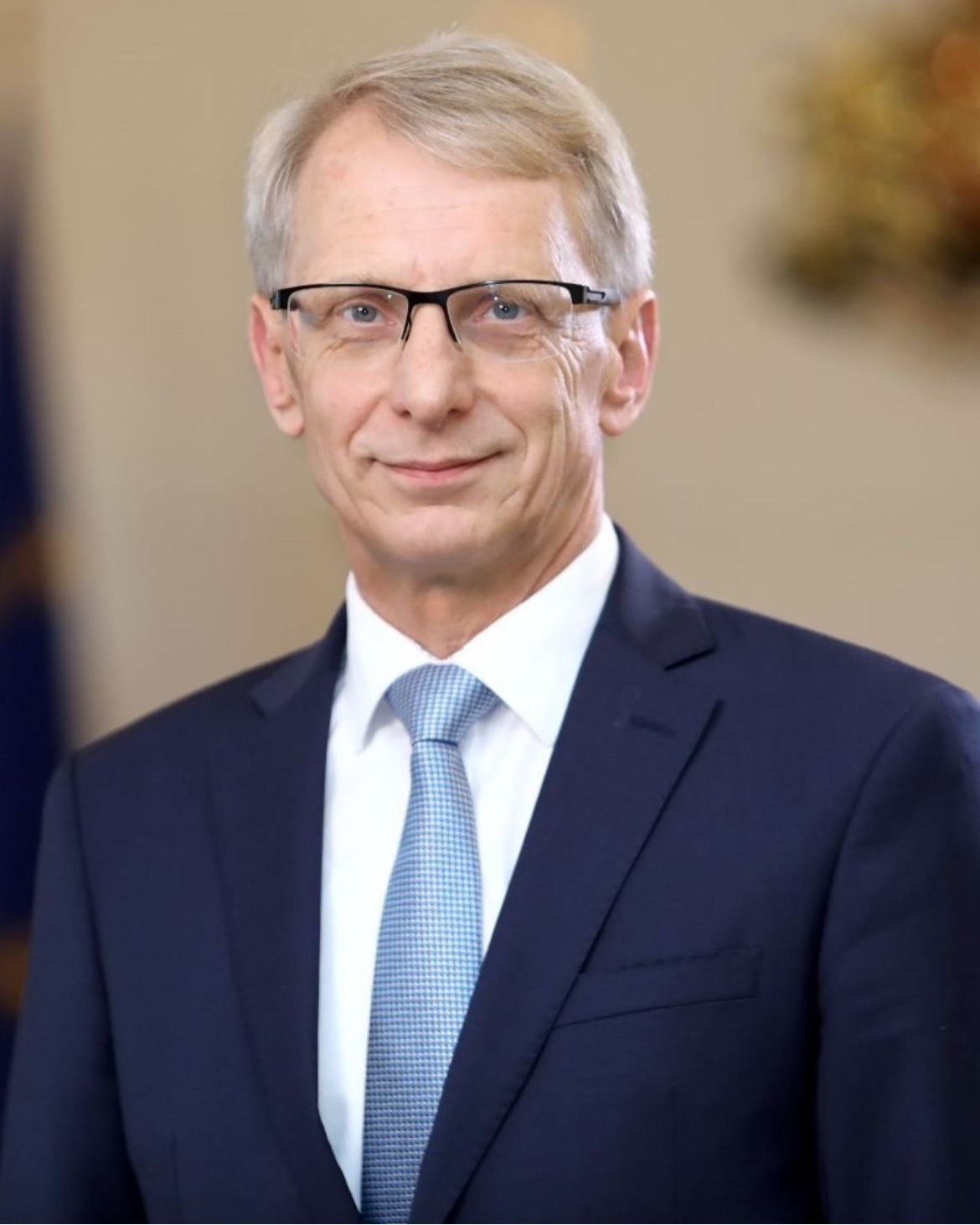
Nikolaï Denkov 2023-présent

Présidence

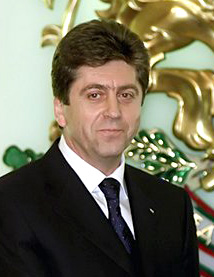
Gueorgui Parvanov 2002-2012
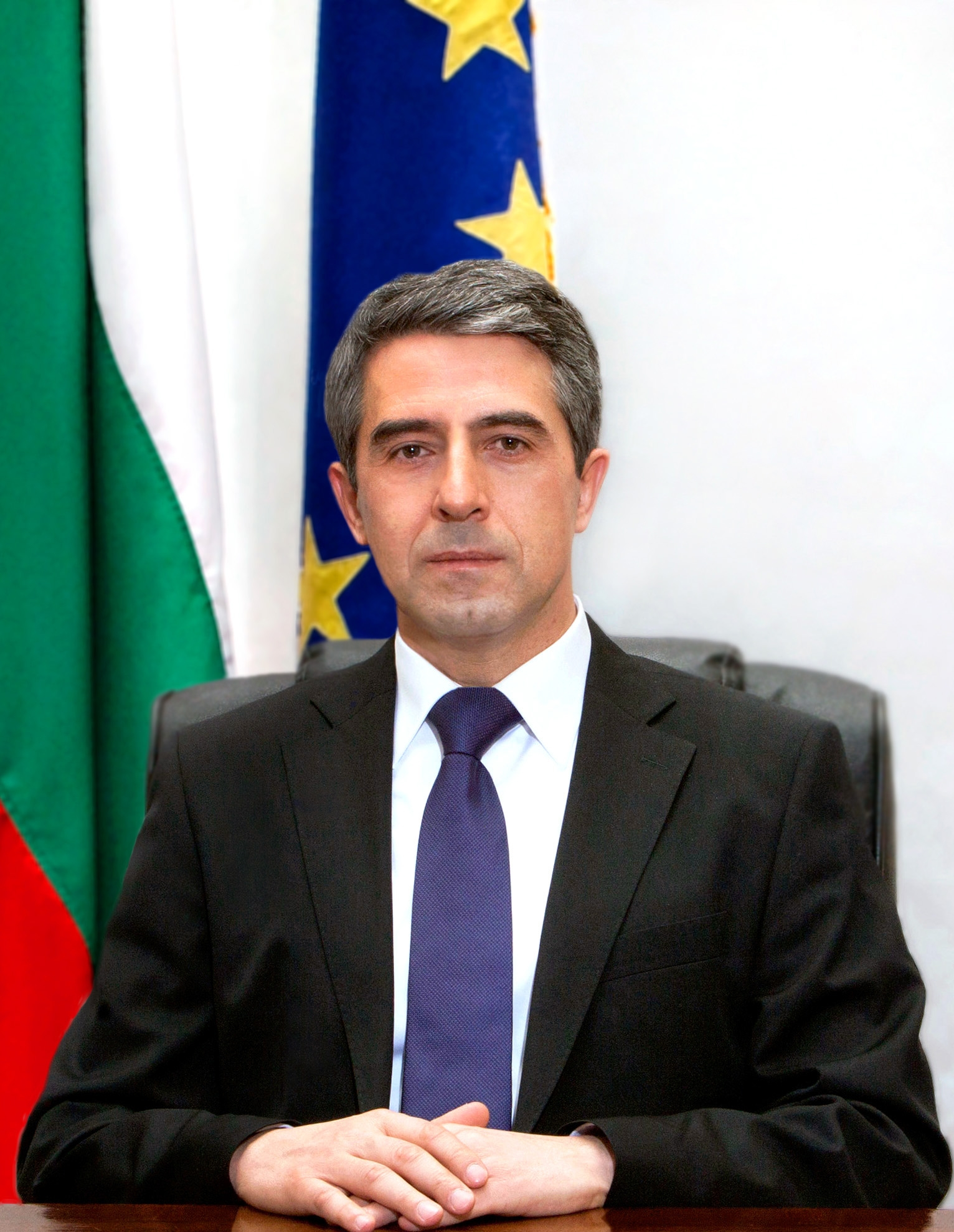
Rossen Plevneliev 2012-2017
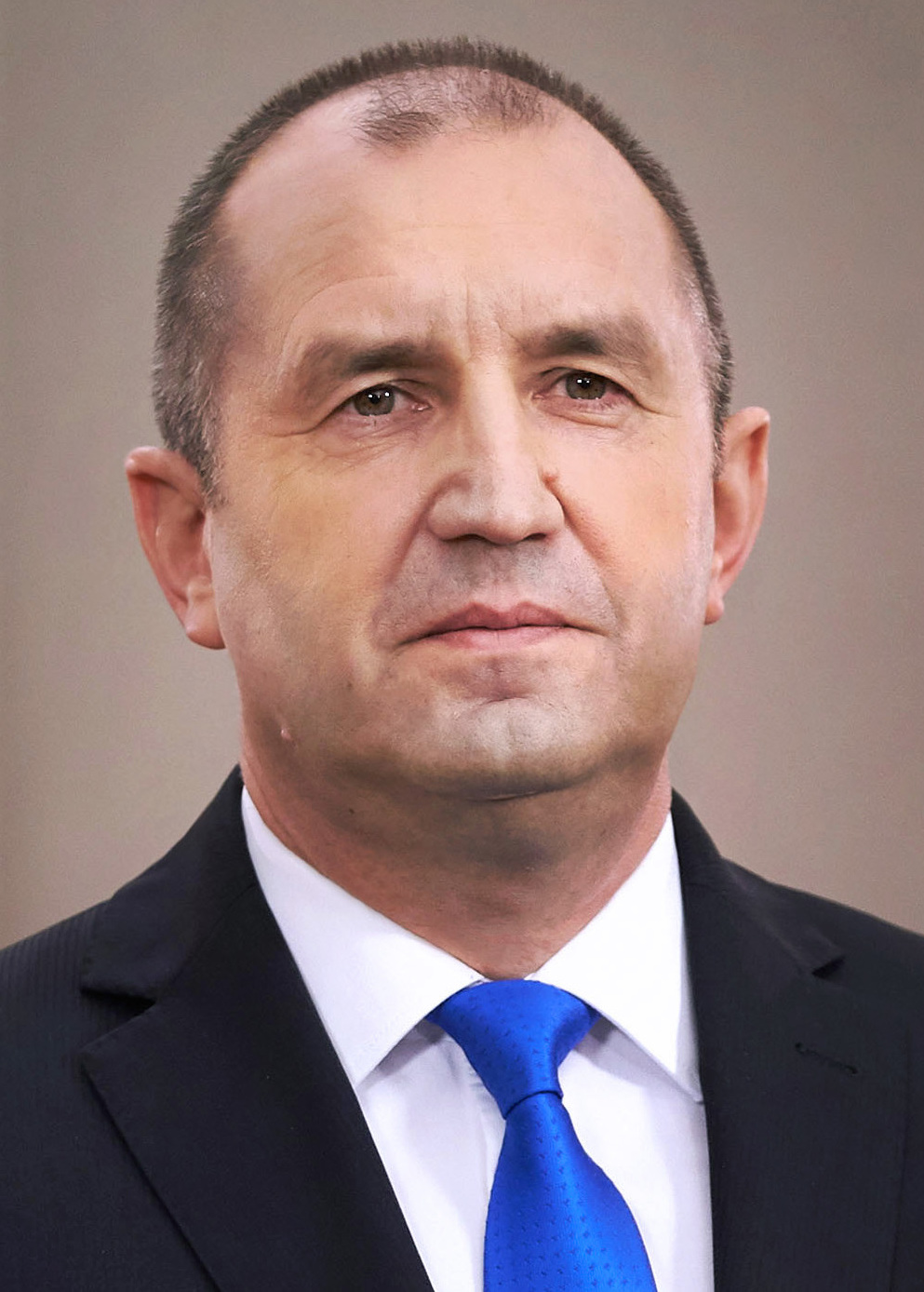
Roumen Radev 2017-présent

Vice-présidence

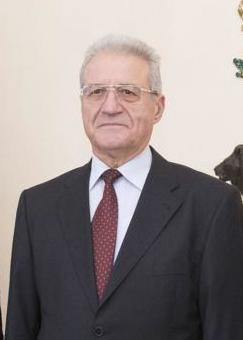
Angel Marin (bg) 2002-2012
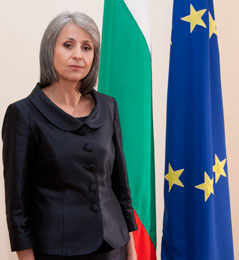
Margarita Popova 2012-2017
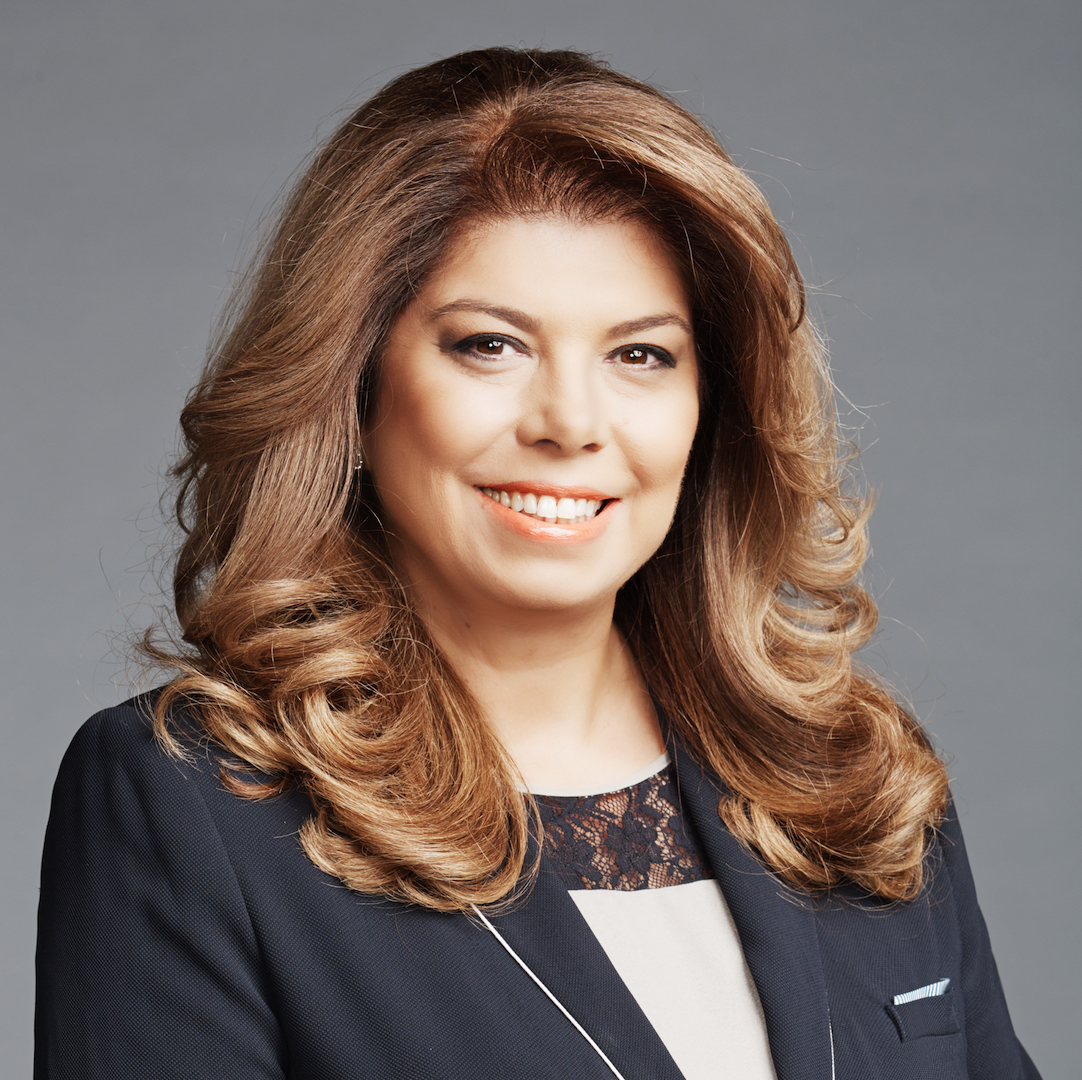
Iliana Iotova 2017-présent

Gouvernement
- Boïko Borissov
2009-2013
2014-2017
2017-2021
- Kiril Petkov
2021-2022
- Galab Donev
2022-2023
- Nikolaï Denkov
2023-présent

## La question turque

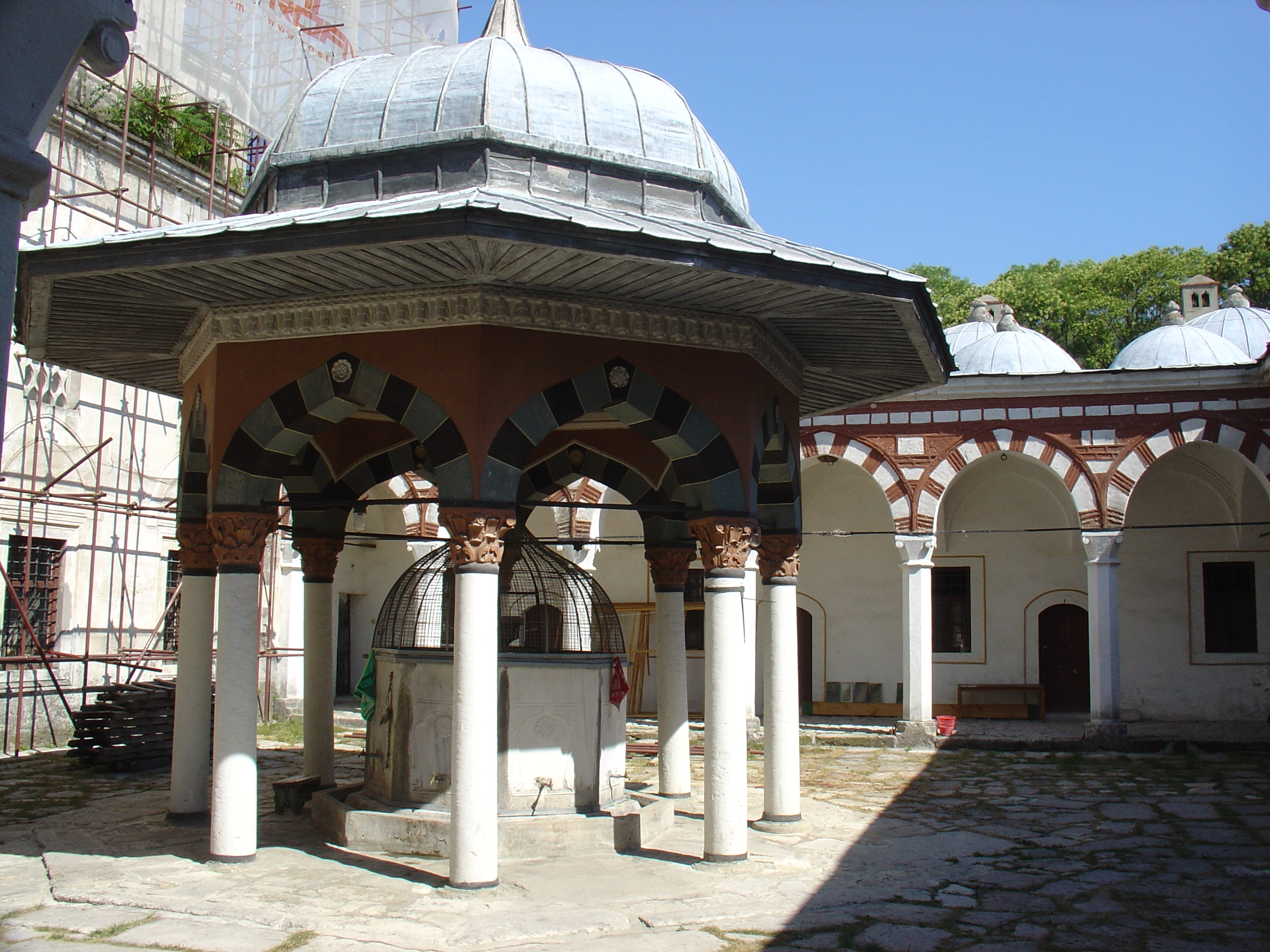
Cour intérieure de la mosquée de Tombul à Choumen. Construite entre 1740 et 1744, c'est aujourd'hui la plus grande mosquée de Bulgarie

En 1925, la Bulgarie signe avec la jeune République turque, un traité d'amitié, favorisant la liberté d'émigration entre les deux pays, et réaffirmant les droits des minorités tels qu'ils avaient été établis par le Traité de Neuilly en 1919.
En 1940, lorsque la Bulgarie récupère la Dobroudja du Sud, la minorité turque augmente de 30 %, car la plupart des habitants de cette région sont turcs. Après la Seconde Guerre mondiale, la Bulgarie entre dans la sphère d'influence de l'URSS et devient elle-même un pays communiste en 1946, ce qui amène, avec l'instauration de la dictature totalitaire, des restrictions de circulation, sauf pour les Juifs, à partir de 1949, vers le nouvel État d'Israël, et pour 150 000 Turcs vers la Turquie en 1950. En 1968, un nouveau contingent de 100 000 Turcs est autorisé à s'installer en Turquie. Le PC bulgare, renforcé dans son opinion par l'intervention turque à Chypre en 1974, accuse les Turcs de Bulgarie d'être « perméables à la propagande de la Turquie » et de constituer « une cinquième colonne dans le tissu social du pays ».
Dans les années 1980, la Bulgarie entreprend une vaste campagne de bulgarisation à outrance des populations turcophones, qui sont au nombre de 900 000 sur une population de près de 9 millions. Ces populations se considèrent elles-mêmes, comme authentiquement turques, de culture turque et de religion musulmane. 300 000 autres personnes, dites Pomaks sont considérées comme bulgaro-musulmanes.
Le pouvoir leur donne de fait à choisir entre une assimilation forcée et le départ. Cette politique débute vers la fin de l'année 1984 sur le principe : « L'État-nation bulgare ne comprend pas d'autre peuple que les Bulgares », mais en fait elle avait débuté dès la fin de la guerre. Une série de réformes sont entreprises : bulgarisation des noms turcs, interdiction de parler turc, interdiction de la circoncision, interdiction des mariages selon la tradition turque, instauration du vendredi comme jour unique d'ouverture des mosquées, assouplissement des règles d'obtention du passeport. Plus de 250 000 personnes profitèrent de l'ouverture des frontières pour émigrer vers la Turquie.
Des manifestations de protestation sont durement réprimées et font plus de 100 morts dans l'ensemble du pays. La domination communiste s'acheve en 1990, quand ont lieu les premières élections multipartites.

## Synthèse chronologique
- 4600 av. J.-C. : La culture de Varna invente l'orfèvrerie
- 2000 av. J.-C. : Les Thraces s’établissent sur le littoral de la mer Noir (Pont-Euxin)
- 700 av. J.-C. : Les Grecs établissent des comptoirs à Messembria (Nessebar), Appolonia (Sozopol), Anhialo (Pomorie), Odessos (Varna). Arrivée des Cimmériens dans les Balkans où ils se mêlent aux Thraces pour former les Thraco-Cimmériens.
- 359-336 av. J.-C. : Philippe II de Macédoine annexe la Thrace. Fondation de Philippolis (Plovdiv)
- 110 av. J.-C. : La Thrace subit la double influence romaine (au nord) et hellénistique (au sud)
- 98-117 : L’empereur Trajan combat les Goths et les Daces, fonde Tarnovo et installe des garnisons le long du Danube – Durostorum (Silistra), Novae (Svichtov). Le fleuve devient une importante voie commerciale et une route importante reliant la mer Noire au Rhin passe par Serdica (Sofia)
- 580-670 : L'Ancienne Grande Bulgarie s’établit dans l’actuelle Ukraine
- 681 : Les Bulgares se séparent : un groupe fonde la Bulgarie de la Volga, l’autre le Premier royaume bulgare du Danube, avec Pliska comme capitale
- 855 : Les frères Cyrille et Méthode créent l’alphabet cyrillique qui remplace le glagolitique auparavant usité
- 865 : Le prince Boris Ier (852-907) se convertit officiellement au christianisme, et est reconnu par les Byzantins comme tsar des Bulgares. Le slavon est depuis lors la langue liturgique des églises orthodoxes des Balkans
- 893 à 927 : Règne du tsar Siméon Ier le Grand, fils de Boris Ier. La Bulgarie est alors un grand royaume qui s’étend sur les Bulgarie, Macédoine, Serbie orientale, Roumanie, Moldavie et Ukraine du sud-ouest
- 1018 : L’empereur Basile II le Bulgaroctone conquiert les territoires bulgares au sud du Danube, qui redeviennent des provinces de l’Empire byzantin
- 1185 à 1280 : Royaume des Bulgares et des Valaques fondé, à la suite de la révolte des valaques, par les frères Petar et Asan Ier, avec Veliko Tarnovo comme capitale
- 1280 à 1396 : Deuxième royaume de Bulgarie, puis division en plusieurs états (Tzarats de Vidin et Tarnovo, joupanats de Macédoine, voïvodats de Valachie et Moldavie, despotat de Dobroudja)
- 1396 : Début de la conquête ottomane
- 1400-1870 : pendant la longue période ottomane, il n’y a plus d’aristocratie bulgare, mais l’église orthodoxe bulgare (métropoles d’Ochrid, Vidin, Plovdiv, Tarnovo...) maintient la culture, la langue et le sentiment d’appartenance bulgare ; des haïdouks résistent contre les abus ottomans
- 1870 : Début du mouvement de renaissance bulgare, sous l'influence du moine Paissii du monastère d’Hilendar (au Mont Athos) qui écrit sa fameuse « Histoire slavo-bulgare ». L’Église bulgare devient autocéphale
- 1876 : La révolte d’avril pour la libération des Bulgares est sévèrement réprimée par les autorités turques, mais pour la première fois l’opinion internationale s’indigne des pratiques de l’Empire ottoman
- 1877-1878 : guerre russo-turque pour la libération de la Bulgarie, à laquelle participe la Roumanie et un grand nombre de volontaires bulgares
- 3 mars 1878 : selon les accords de paix de San Stefano, la Bulgarie doit renaître comme royaume souverain sur la base des régions de Mésie, Thrace, Macédoine et Dobroudja du Sud, devenant le plus grand État balkanique
- 13 juillet 1878 : au traité de Berlin, les puissances occidentales s’opposent aux accords de San Stefano et instituent une principauté de Bulgarie et la Roumélie orientale séparées et vassales de l’Empire ottoman. La Macédoine et une importante partie des terres du sud de la Thrace restent provinces ottomanes
- 16 avril 1879 : La constitution de Tarnovo est adoptée par l’Assemblée générale nationale
- 26 juin 1879 : Alexandre de Battenberg devient prince de Bulgarie et fait de Sofia la capitale du nouvel État bulgare
- 6 septembre 1885 : unification de la principauté de Bulgarie et de la Roumélie orientale, toujours vassales ottomanes mais formant désormais un seul état
- 22 septembre 1908 : Le roi Ferdinand Ier proclame l’indépendance totale de la Bulgarie, qui devient le Royaume de Bulgarie, et la fin de la tutelle ottomane
- Oct. 1912 : première guerre balkanique. La Bulgarie, la Serbie et la Grèce se dressent contre l'Empire ottoman : la Bulgarie porte l’essentiel de l’effort militaire, mais c’est la Serbie qui s’adjuge la plus grande partie de la Macédoine
- 1913 : en raison de la controverse portant sur la Macédoine, deuxième guerre balkanique contre les anciens alliés : la Serbie, le Monténégro et la Grèce, auxquels se joignent l’Empire ottoman et la Roumanie (soit tous les États voisins en même temps). La Bulgarie obtient une partie de la Thrace avec accès à la Mer Égée, mais n’obtient pas la Macédoine et perd la Dobroudja du sud au profit de la Roumanie
- 1915 pour tenter de récupérer la Macédoine et la Dobroudja, la Bulgarie s’allie à l’Allemagne et à l’Autriche-Hongrie pendant la Première Guerre mondiale
- 1918 : à la fin de la Première Guerre mondiale, la Bulgarie doit renoncer non seulement à la Macédoine et à la Dobroudja, mais aussi à son accès à l'Égée et à plusieurs villes de sa frontière occidentale, comme Strumica (Stroumitsa)
- 1923 à 1924 : à plusieurs reprises, des gouvernements démocratiquement élus son renversés par des coups d’État qui placent au pouvoir des régimes autoritaires
- 1940 : par les accords de Craiova, la Roumanie rend à la Bulgarie la Dobroudja du Sud
- 1941 : pour les mêmes raisons qu'en 1915, la Bulgarie entre dans la Seconde Guerre mondiale aux côtés des forces de l’Axe. Le roi Boris III, comme le dictateur roumain Antonescu, refuse de livrer ses sujets juifs au Troisième Reich, pour mettre lui-même en place sa propre « solution à la question juive » (Shoah en Bulgarie (bg)) : mais à la différence du voisin roumain, Boris ne persécute pas les Juifs citoyens de son pays, et seuls les juifs grecs du territoire occupé par la Bulgarie en Grèce furent livrés aux Allemands
- 1943 : Boris III meurt le 28 août : son fils Siméon II, âgé de six ans, lui succède et son frère le prince Cyrille assure la régence
- 1944 : en septembre, le lendemain de l'entrée de l’Armée rouge en Bulgarie, le royaume quitte l’Axe, se retire de Macédoine et de la Thrace grecque, et rejoint les Alliés
- 1944-1945 : aux conférences de Conférence de Yalta et de Potsdam qui marquent la fin de la guerre, la Bulgarie est placée dans la sphère d’influence de l'Union soviétique. Le régent Cyrille est exécuté le 1er février 1945, pour collaboration avec l’Allemagne nazie
- 1946 : en février, arrestation du dirigeant démocrate Pastuhov. Début septembre, les Bulgares choisissent par référendum un régime républicain (92,7 % des suffrages). Le jeune roi Siméon part en exil. Mi-septembre, l’Assemblée élit, comme Président de la République, à titre provisoire, le communiste Vassil Kolarov. Le régime communiste est proclamé. Le Front de la Patrie qui dirige le pays est purgé deux ans plus tard par le parti communiste de ses éléments « bourgeois » et s’aligne totalement sur l’Union soviétique (dictature du parti communiste, plans quinquennaux, collectivisation, adhésion au « camp socialiste »)
- 1946 : début juin 1947, Nikola Petkov (bg), chef de l’opposition, est arrêté, condamné à mort le 16 août, et pendu le 23 septembre. En décembre, une nouvelle constitution, sur le modèle stalinien, est promulguée, et tout le pouvoir revient entre les mains du « Parti ouvrier bulgare » qui deviendra officiellement « Parti communiste » un an plus tard. Mi-décembre 1947 : l’Armée rouge évacue la Bulgarie
- 1953 – 1989 : années de la république populaire de Bulgarie, dirigée d’une main de fer par Todor Jivkov à la fois chef de l’État et du parti communiste pendant 36 ans
- 1989 : l'arrivée de Mikhaïl Gorbatchev  au pouvoir en URSS quatre ans plus tôt, en 1985, marque le début de la Perestroïka et de la Glasnost au sein du bloc de l'Est. En février 1989, un syndicat libre, Podkrepa, est créé. En novembre, lors de la chute des régimes communistes en Europe, Todor Jivkov est poussé à la démission : la Bulgarie s’engage alors dans la voie de la démocratie. En décembre, l’Union des forces démocratiques est constituée sur la base des treize partis de l’opposition
- été 1990 : premières élections libres du Parlement
- 1991 : adoption de la nouvelle constitution démocratique et premières élections locales libres
- janvier 1992 : premières élections présidentielles libres. Élection de Jeliou Jelev
- 3 novembre 1996 : Petar Stoyanov, représentant l’Union des forces démocratiques est élu président de la République de Bulgarie
- 19 avril 1997 : l’Union des forces démocratiques remporte les élections législatives. Un nouveau gouvernement est constitué sous la direction d’Ivan Kostov, Premier ministre. Début de profondes réformes démocratiques
- 1999 : La Bulgarie est candidate à l’adhésion à l’Union européenne et à l’OTAN
- 15 février 2000 : ouverture officielle à Bruxelles des négociations d’adhésion à l’Union européenne
- 17 juin 2001 : Le Mouvement national pour la stabilité et le progrès dit Mouvement national Siméon II remporte les élections législatives à une large majorité. Siméon de Saxe-Cobourg-Gotha (l'ancien roi Siméon II) devient chef du gouvernement
- 18 novembre 2001 : Gueorgui Parvanov remporte l’élection présidentielle
- 2004 : adhésion de la Bulgarie à l'OTAN
- 25 juin 2005 : la Coalition pour la Bulgarie, formée autour du Parti socialiste bulgare de Sergueï Stanichev est arrivée en tête des suffrages aux élections législatives devant le Mouvement national Siméon II, avec lequel elle forme un gouvernement de coalition.
- 1er janvier 2007 : adhésion de la Bulgarie à l’Union européenne
- 5 juillet 2009 : les élections législatives sont remportées par le parti de centre-droit Citoyens pour le développement européen de la Bulgarie : Boïko Borissov prend la tête du gouvernement le 27
- 13 novembre 2016 : à l’élection présidentielle bulgare de 2016, les multiples signaux de faiblesse de l’Union européenne et de l’OTAN (attitude vis-à-vis de la Grèce, non-intervention dans le drame ukrainien, Brexit, passage de relais à la Russie en Syrie, accueil fait aux migrants, déclarations isolationnistes de divers dirigeants européens et de Donald Trump...) donnent la victoire au candidat eurosceptique et pro-russe Roumen Radev[55].

Ici intervient une question de numérotation des États bulgares successifs car au XIXe siècle, alors que l'histoire des Bulgares était encore mal connue, l'historiographie moderne a retenu le « Premier Empire bulgare » et le « Second Empire bulgare », alors qu'en fait la première Bulgarie est l'« Ancienne Grande Bulgarie » (630-680) : de ce fait le khanat bulgare du Danube (681-864) devenu « Premier Empire » (865-1018) est en réalité le deuxième État bulgare ou plus précisément l’un des deux deuxièmes puisqu'il existait aussi à ce moment une Bulgarie de la Volga ; quant au « Second Empire » (1186-1422) c'est en fait le troisième, et la Bulgarie moderne (depuis 1878) est ainsi le quatrième,,.